# Primera División de España 2018-19
La Primera División de España 2018-19 (también conocida como LaLiga o LaLiga Santander) fue la 88.ª edición de la Primera División de España de fútbol. El torneo lo organizó la Liga de Fútbol Profesional (LFP). En esta temporada se utilizó por primera vez el VAR. También fue la primera vez que se usó un calendario asimétrico. La Liga dejó como campeón de la edición al F. C. Barcelona por vigesimosexta vez en su historia (26), y por cuarta vez en cinco años, habiéndose quedado el trofeo en propiedad al lograr, con este, cinco títulos de forma alterna desde el último trofeo otorgado en propiedad. En esta edición el equipo catalán ganó con una distancia de 11 puntos respecto al segundo clasificado, Atlético de Madrid y a 19 puntos de su máximo rival, Real Madrid.
Por primera vez en la historia de la Primera División, la Comunidad Autónoma de Madrid contó con cinco representantes en la categoría, gracias al ascenso directo del Rayo Vallecano de Madrid, que se une al Real Madrid C. F., Club Atlético de Madrid, C. D. Leganés y Getafe C. F., siendo además los cinco únicos equipos de la comunidad en alcanzar la máxima categoría. Esta situación implica que esta temporada hubo de media un derbi (madrileño, del sur y otros sin tanta rivalidad) entre equipos madrileños cada cuatro partidos.
Esta temporada fue el año del debut de la S. D. Huesca en Primera División, siendo el tercer año consecutivo en que un equipo debuta en la máxima categoría, tras el Girona F. C. en la temporada 2017-18 y el C. D. Leganés en la temporada 2016-17. Además, la provincia de Huesca acogió por primera vez fútbol de Primera División, siendo la trigésima octava provincia en conseguirlo. Es el segundo debut consecutivo de una provincia española tras el de Gerona la temporada anterior. Estos dos equipos junto con el Rayo Vallecano acabaron descendiendo.

## Sistema de competición
Como en temporadas anteriores, consta de un grupo único integrado por veinte clubes de toda la geografía española. Siguiendo un sistema de liga, los veinte equipos se enfrentan todos contra todos en dos ocasiones, una en campo propio y otra en campo contrario, sumando un total de 38 jornadas. El orden de los encuentros se decide por sorteo antes de empezar la competición.
La clasificación final se establece teniendo en cuenta los puntos obtenidos en cada enfrentamiento, a razón de tres por partido ganado, uno por empate y ninguno en caso de derrota. Si al finalizar el campeonato dos equipos igualan a puntos, los mecanismos para desempatar la clasificación son los siguientes:
- El que tiene una mayor diferencia entre goles a favor y en contra en los enfrentamientos entre ambos.
- Si persiste el empate, se tiene en cuenta la diferencia de goles a favor y en contra en todos los encuentros del campeonato.

Si el empate a puntos se produce entre tres o más clubes, los sucesivos mecanismos de desempate son los siguientes:
- La mejor puntuación que a cada uno corresponde a tenor de los resultados de los partidos jugados entre sí por los clubes implicados.
- La mayor diferencia de goles a favor y en contra, considerando únicamente los partidos jugados entre sí por los clubes implicados.
- La mayor diferencia de goles a favor y en contra teniendo en cuenta todos los encuentros del campeonato.
- El mayor número de goles a favor teniendo en cuenta todos los encuentros del campeonato.

### Clasificación para competiciones internacionales
La UEFA otorga a la Liga española siete plazas de clasificación para las competiciones continentales de la temporada 2018-19, que se distribuirán de la siguiente forma:
- El primero, segundo, tercer y cuarto clasificados de la liga accederán a disputar la Liga de Campeones desde la fase de grupos.[9]
- El campeón de Copa y el quinto clasificado accederán a disputar la Liga Europa desde la fase de grupos.
- El sexto clasificado accederá a disputar la Liga Europa desde la Tercera Ronda Previa.

No obstante, otras competiciones pueden alterar las plazas UEFA a las que accederán los equipos al final de temporada:
- Si el campeón de Copa se clasifica para la Liga de Campeones a través de la Liga, su plaza recae sobre el quinto clasificado de la liga, la plaza del quinto sobre el sexto, y la del sexto sobre el séptimo. En caso de que el campeón de Copa se clasifique para la Liga Europea a través de la Liga, se queda con la plaza que le permite acceder a una ronda superior, en este caso la de Copa. Por lo tanto, la plaza UEFA obtenida a través de la liga pasa al siguiente clasificado en liga (no al subcampeón de Copa).
- Cuando un equipo gana una competición continental (concretamente la Liga de Campeones o la Liga Europea), a este equipo se le otorga una plaza para disputar la siguiente edición de la Liga de Campeones desde la fase de grupos. En caso de que dicho equipo ya hubiese obtenido esa misma plaza a través de la Liga, no se le concede la plaza reservada al campeón. En cambio, si dicho equipo obtuvo una plaza para la Liga de Campeones a través de la Liga, pero esta le obliga a comenzar desde una ronda anterior, entonces sí recibe la plaza reservada al campeón. En cualquier caso, la plaza sobrante nunca pasa al siguiente clasificado de la liga, sino que va a otra federación nacional.
- Si un equipo que gana una competición continental se clasifica para la Liga Europea a través de la Liga, obtiene la plaza reservada al campeón (por ser mejor), mientras que su plaza para la Liga Europea desaparece y no recae sobre el siguiente clasificado en liga (esta es la única forma de que cinco equipos puedan clasificarse para la Liga de Campeones).
- Además de las descritas arriba, puede haber más variables; sin embargo estas siguen el mismo patrón que las ya mencionadas.

Nota: estas reglas solo son aplicables a la temporada actual, ya que pueden variar de un año a otro. Por lo tanto, no se deben tener en cuenta los casos de temporadas anteriores ni posteriores.

## Equipos participantes

### Equipos por comunidad autónoma
| N.º | Comunidad autónoma | Equipos                                                                             |
| --- | ------------------ | ----------------------------------------------------------------------------------- |
| 5   | Madrid             | Atlético de Madrid, Getafe C. F., C. D. Leganés, Rayo Vallecano y Real Madrid C. F. |
| 4   | País Vasco         | Athletic Club, Deportivo Alavés, S. D. Eibar y Real Sociedad                        |
| 3   | Cataluña           | F. C. Barcelona, R. C. D. Espanyol y Girona F. C.                                   |
| 3   | Valencia           | Levante U. D., Valencia C. F. y Villarreal C. F.                                    |
| 2   | Andalucía          | Real Betis y Sevilla F. C.                                                          |
| 1   | Aragón             | S. D. Huesca                                                                        |
| 1   | Castilla y León    | Real Valladolid C. F.                                                               |
| 1   | Galicia            | R. C. Celta de Vigo                                                                 |

### Ascensos y descensos
Un total de 20 equipos disputan la liga: los 17 primeros clasificados de la Primera División de España 2017-18, los dos primeros clasificados de la Segunda División de España 2017-18 y el vencedor de una promoción disputada a tal efecto entre el 3.º, 4.º 5.º y 6.º clasificado de la Segunda División de España 2017-18.
| Pos. | Descendidos a 2.ª División   |
| ---- | ---------------------------- |
| 18.º | R. C. Deportivo de La Coruña |
| 19.º | U. D. Las Palmas             |
| 20.º | Málaga C. F.                 |

| Pos.  | Ascendidos de 2.ª División  |
| ----- | --------------------------- |
| 1.º   | Rayo Vallecano              |
| 2.º   | S. D. Huesca                |
| Prom. | Real Valladolid C. F. (5.º) |

### Información de los equipos
| Equipo              | Ciudad                | Entrenador             | Capitán               | Estadio                | Aforo  | Proveedor   | Patrocinador principal (en la equipación) | Otros patrocinadores (en la equipación)                          | Límite salarial (en millones de €) |
| ------------------- | --------------------- | ---------------------- | --------------------- | ---------------------- | ------ | ----------- | ----------------------------------------- | ---------------------------------------------------------------- | ---------------------------------- |
| Athletic de Bilbao  | Bilbao                | Gaizka Garitano        | Markel Susaeta        | San Mamés              | 53 289 | New Balance | Kutxabank                                 |                                                                  | 87,869                             |
| Atlético de Madrid  | Madrid                | Diego Simeone          | Diego Godín           | Wanda Metropolitano    | 67 829 | Nike        | Plus500                                   |                                                                  | 293,000                            |
| F. C. Barcelona     | Barcelona             | Ernesto Valverde       | Lionel Messi          | Camp Nou               | 99 354 | Nike        | Rakuten                                   | 2 patrocinadores Unicef Beko                                     | 632,971                            |
| Real Betis Balompié | Sevilla               | Quique Setién          | Joaquín Sánchez       | Benito Villamarín      | 60 720 | Kappa       | Green Earth                               | 3 patrocinadores Wiko Reale Seguros BeSoccer                     | 97,112                             |
| R. C. Celta de Vigo | Vigo                  | Fran Escribá           | Hugo Mallo            | Abanca Balaídos        | 29 000 | Adidas      | Estrella Galicia 0,0                      | Abanca                                                           | 50,970                             |
| Deportivo Alavés    | Vitoria               | Abelardo Fernández     | Manu García           | Mendizorroza           | 19 840 | Kelme       | Betway                                    | 2 patrocinadores Visit Araba/Álava Euskaltel                     | 39,193                             |
| S. D. Eibar         | Éibar                 | José Luis Mendilibar   | Sergi Enrich          | Ipurúa                 | 7 083  | Puma        | AVIA                                      | Wiko                                                             | 41,258                             |
| R. C. D. Espanyol   | Cornellá de Llobregat | Rubi                   | Esteban Granero       | RCDE Stadium           | 40 500 | Kelme       | Riviera Maya                              | InnJoo                                                           | 56,774                             |
| Getafe C. F.        | Getafe                | José Bordalás          | Jorge Molina          | Alfonso Pérez          | 17 393 | Joma        | Tecnocasa Group                           |                                                                  | 39,245                             |
| Girona F. C.        | Gerona                | Eusebio Sacristán      | Àlex Granell          | Montilivi              | 14 286 | Umbro       | Marathonbet                               | Costa Brava Pirineu                                              | 36,755                             |
| S. D. Huesca        | Huesca                | Francisco Rodríguez    | Gonzalo Melero        | Estadio El Alcoraz     | 7 638  | Kelme       | Simply                                    | Bodega Sommos                                                    | 29,328                             |
| C. D. Leganés       | Leganés               | Mauricio Pellegrino    | Alexander Szymanowski | Butarque               | 12 450 | Joma        | Betway                                    | 3 patrocinadores Sambil Outlet Madrid BeSoccer Arriaga Asociados | 52,864                             |
| Levante U.D.        | Valencia              | Paco López             | Pedro López           | Ciudad de Valencia     | 25 354 | Macron      | Betway                                    | CaixaBank                                                        | 52,369                             |
| Rayo Vallecano      | Madrid                | Paco Jémez             | Alberto García        | Campo de Vallecas      | 14 790 | Kelme       | Bufete Rosales                            |                                                                  | 33,077                             |
| Real Madrid C. F.   | Madrid                | Zinedine Zidane        | Sergio Ramos          | Santiago Bernabéu      | 81 044 | Adidas      | Emirates                                  |                                                                  | 566,530                            |
| Real Sociedad       | San Sebastián         | Imanol Alguacil        | Asier Illarramendi    | Anoeta                 | 28 689 | Macron      | Euskaltel                                 | 2 patrocinadores Kutxabank Reale Seguros                         | 80,808                             |
| Sevilla F. C.       | Sevilla               | Joaquín Caparrós       | Jesús Navas           | Ramón Sánchez Pizjuán  | 44 000 | Nike        | Playtika                                  | 2 patrocinadores Betfair EverFX                                  | 162,783                            |
| Valencia C. F.      | Valencia              | Marcelino García Toral | Daniel Parejo         | Mestalla               | 54 000 | Adidas      | Blu Products                              | 2 patrocinadores Bein Sports Alfa Romeo                          | 164,684                            |
| Real Valladolid     | Valladolid            | Sergio González        | Javi Moyano           | Estadio José Zorrilla  | 26 512 | Hummel      | Cuatro Rayas                              |                                                                  | 23,882                             |
| Villarreal C. F.    | Villarreal            | Javier Calleja         | Bruno Soriano         | Estadio de la Cerámica | 25 000 | Joma        | Pamesa Cerámica                           |                                                                  | 109,126                            |

Notas
1. ↑  Fundado en Barcelona, actualmente con sede social en Cornellá

| Equipo              | Entrenador (jornadas)                                              |
| ------------------- | ------------------------------------------------------------------ |
| S. D. Huesca        | Leo Franco (1-8) Francisco Rodríguez (9-38)                        |
| R. C. Celta de Vigo | Antonio Mohamed (1-12) Miguel Cardoso (13-26) Fran Escribá (27-38) |
| Villarreal C. F.    | Javier Calleja (1-15, 22-38) Luis García Plaza (16-21)             |
| Sevilla F. C.       | Pablo Machín (1-27) Joaquín Caparrós (28-38)                       |

| Equipo            | Entrenador (jornadas)                                                  |
| ----------------- | ---------------------------------------------------------------------- |
| Real Madrid C. F. | Julen Lopetegui (1-10) Santiago Solari (11-27) Zinedine Zidane (28-38) |
| Athletic Club     | Eduardo Berizzo (1-14) Gaizka Garitano (15-38)                         |
| Real Sociedad     | Asier Garitano (1-17) Imanol Alguacil (18-38)                          |
| Rayo Vallecano    | Míchel (1-28) Paco Jémez (29-38)                                       |

| Equipo              | Entrenador (jornadas)                                              |
| ------------------- | ------------------------------------------------------------------ |
| S. D. Huesca        | Leo Franco (1-8) Francisco Rodríguez (9-38)                        |
| R. C. Celta de Vigo | Antonio Mohamed (1-12) Miguel Cardoso (13-26) Fran Escribá (27-38) |
| Villarreal C. F.    | Javier Calleja (1-15, 22-38) Luis García Plaza (16-21)             |
| Sevilla F. C.       | Pablo Machín (1-27) Joaquín Caparrós (28-38)                       |

| Equipo            | Entrenador (jornadas)                                                  |
| ----------------- | ---------------------------------------------------------------------- |
| Real Madrid C. F. | Julen Lopetegui (1-10) Santiago Solari (11-27) Zinedine Zidane (28-38) |
| Athletic Club     | Eduardo Berizzo (1-14) Gaizka Garitano (15-38)                         |
| Real Sociedad     | Asier Garitano (1-17) Imanol Alguacil (18-38)                          |
| Rayo Vallecano    | Míchel (1-28) Paco Jémez (29-38)                                       |

## Justicia deportiva
Los árbitros de cada partido son designados por una comisión creada para tal objetivo e integrada por representantes de la LFP, la RFEF y el CTA. En la temporada 2018-19, los colegiados de la categoría son los siguientes (se muestra entre paréntesis su antigüedad en la categoría) y el año desde su nombramiento como árbitro internacional en caso de que proceda, siendo estos un total de diez, más que ninguna otra federación, siendo Undiano Mallenco el de más antigüedad con 19, quien termina su carrera en esta temporada
- Alberto Undiano Mallenco (19) (árbitro FIFA) (última temporada) (2004)
- Antonio Miguel Mateu Lahoz (11) (árbitro FIFA) (2011)
- Xavier Estrada Fernández (10) (árbitro FIFA) (2013)
- José Luis González González (10)
- Carlos del Cerro Grande (8) (árbitro FIFA) (2013)
- Jesús Gil Manzano (7) (árbitro FIFA) (2014)
- Ignacio Iglesias Villanueva (7)
- Alejandro Hernández Hernández (6) (árbitro FIFA) (2014)
- Juan Martínez Munuera (6) (árbitro FIFA) (2015)
- Santiago Jaime Latre (5)
- Mario Melero López (5)
- José María Sánchez Martínez (4) (árbitro FIFA) (2017)
- Ricardo de Burgos Bengoetxea (4) (árbitro FIFA) (2018)
- Eduardo Prieto Iglesias (4)
- José Luis Munuera Montero (3) (árbitro FIFA) (2019)
- Pablo González Fuertes (2)
- David Medié Jiménez (2)
- Javier Alberola Rojas (2)
- Adrián Cordero Vega (1) - debutante
- Guillermo Cuadra Fernández (1) - debutante

## Desarrollo

### Clasificación
| Pos. | Equipo                | Pts. | PJ | G  | E  | P  | GF | GC | Dif. | Clasificación |
| ---- | --------------------- | ---- | -- | -- | -- | -- | -- | -- | ---- | ------------- |
| 1    | F. C. Barcelona (C)   | 87   | 38 | 26 | 9  | 3  | 90 | 36 | +54  |               |
| 2    | Atlético de Madrid    | 76   | 38 | 22 | 10 | 6  | 55 | 29 | +26  |               |
| 3    | Real Madrid C. F.     | 68   | 38 | 21 | 5  | 12 | 63 | 46 | +17  |               |
| 4    | Valencia C. F.        | 61   | 38 | 15 | 16 | 7  | 51 | 35 | +16  |               |
| 5    | Getafe C. F.          | 59   | 38 | 15 | 14 | 9  | 48 | 35 | +13  |               |
| 6    | Sevilla F. C.         | 59   | 38 | 17 | 8  | 13 | 62 | 47 | +15  |               |
| 7    | R. C. D. Espanyol     | 53   | 38 | 14 | 11 | 13 | 48 | 50 | −2   |               |
| 8    | Athletic Club         | 53   | 38 | 13 | 14 | 11 | 41 | 45 | −4   |               |
| 9    | Real Sociedad         | 50   | 38 | 13 | 11 | 14 | 45 | 46 | −1   |               |
| 10   | Real Betis Balompié   | 50   | 38 | 14 | 8  | 16 | 44 | 52 | −8   |               |
| 11   | Deportivo Alavés      | 50   | 38 | 13 | 11 | 14 | 39 | 50 | −11  |               |
| 12   | S. D. Eibar           | 47   | 38 | 11 | 14 | 13 | 46 | 50 | −4   |               |
| 13   | C. D. Leganés         | 45   | 38 | 11 | 12 | 15 | 37 | 43 | −6   |               |
| 14   | Villarreal C. F.      | 44   | 38 | 10 | 14 | 14 | 49 | 52 | −3   |               |
| 15   | Levante U. D.         | 44   | 38 | 11 | 11 | 16 | 59 | 66 | −7   |               |
| 16   | Real Valladolid C. F. | 41   | 38 | 10 | 11 | 17 | 32 | 51 | −19  |               |
| 17   | Celta de Vigo         | 41   | 38 | 10 | 11 | 17 | 53 | 62 | −9   |               |
| 18   | Girona F. C. (D)      | 37   | 38 | 9  | 10 | 19 | 37 | 53 | −16  |               |
| 19   | S. D. Huesca (D)      | 33   | 38 | 7  | 12 | 19 | 43 | 65 | −22  |               |
| 20   | Rayo Vallecano (D)    | 32   | 38 | 8  | 8  | 22 | 41 | 70 | −29  |               |

 Fuente: Página oficial de la competición
Notas:
1. ↑  El Espanyol se clasificó a la Liga Europa de la UEFA 2019-20, ya que el campeón de la Copa del Rey 2018-19, el Valencia, se clasificó a la Liga de Campeones de la UEFA 2019-20.

|  | Clasificado para la fase de grupos de la Liga de Campeones de la UEFA 2019-20. |
|  | Clasificado para la fase de grupos de la Liga Europa de la UEFA 2019-20.       |
|  | Clasificado para la segunda ronda previa de la Liga Europa de la UEFA 2019-20. |
|  | Descendido a la Segunda División de España 2019-20                             |

|                         |
|                         |
| Campeón F. C. Barcelona |
| 26.º título             |

### Evolución de la clasificación
| Jornada / Equipo | 1  | 2  | 3  | 4  | 5  | 6  | 7  | 8  | 9  | 10 | 11 | 12 | 13 | 14 | 15 | 16 | 17 | 18 | 19 | 20 | 21 | 22 | 23 | 24 | 25 | 26 | 27 | 28 | 29 | 30 | 31 | 32 | 33 | 34 | 35 | 36 | 37 | 38 |
| Jornada / Equipo |    |    |    |    |    |    |    |    |    |    |    |    |    |    |    |    |    |    |    |    |    |    |    |    |    |    |    |    |    |    |    |    |    |    |    |    |    |    |
| ---------------- | -- | -- | -- | -- | -- | -- | -- | -- | -- | -- | -- | -- | -- | -- | -- | -- | -- | -- | -- | -- | -- | -- | -- | -- | -- | -- | -- | -- | -- | -- | -- | -- | -- | -- | -- | -- | -- | -- |
| Barcelona        | 2  | 2  | 1  | 1  | 1  | 1  | 1  | 2  | 1  | 1  | 1  | 1  | 2  | 1  | 1  | 1  | 1  | 1  | 1  | 1  | 1  | 1  | 1  | 1  | 1  | 1  | 1  | 1  | 1  | 1  | 1  | 1  | 1  | 1  | 1  | 1  | 1  | 1  |
| Atlético         | 8  | 9  | 10 | 9  | 5  | 3  | 4  | 3  | 5  | 4  | 4  | 3  | 3  | 3  | 3  | 3  | 2  | 2  | 2  | 2  | 2  | 2  | 3  | 2  | 2  | 2  | 2  | 2  | 2  | 2  | 2  | 2  | 2  | 2  | 2  | 2  | 2  | 2  |
| R. Madrid        | 4  | 1  | 2  | 2  | 2  | 2  | 2  | 4  | 7  | 9  | 6  | 6  | 6  | 5  | 4  | 4  | 4  | 5  | 4  | 3  | 3  | 3  | 2  | 3  | 3  | 3  | 3  | 3  | 3  | 3  | 3  | 3  | 3  | 3  | 3  | 3  | 3  | 3  |
| Valencia         | 11 | 15 | 17 | 17 | 15 | 16 | 14 | 13 | 14 | 14 | 15 | 15 | 11 | 14 | 15 | 14 | 8  | 12 | 11 | 9  | 7  | 8  | 8  | 9  | 9  | 7  | 7  | 7  | 6  | 5  | 6  | 6  | 5  | 6  | 6  | 5  | 4  | 4  |
| Getafe           | 17 | 11 | 9  | 5  | 10 | 11 | 10 | 14 | 10 | 8  | 8  | 11 | 12 | 9  | 8  | 7  | 7  | 7  | 6  | 6  | 6  | 5  | 5  | 5  | 4  | 4  | 4  | 4  | 4  | 4  | 4  | 5  | 4  | 4  | 4  | 4  | 5  | 5  |
| Sevilla          | 1  | 3  | 5  | 12 | 7  | 5  | 3  | 1  | 4  | 3  | 3  | 2  | 1  | 2  | 2  | 2  | 3  | 3  | 3  | 4  | 4  | 4  | 4  | 4  | 5  | 6  | 6  | 6  | 7  | 6  | 5  | 4  | 6  | 5  | 5  | 6  | 6  | 6  |
| Espanyol         | 10 | 4  | 7  | 4  | 8  | 6  | 7  | 5  | 2  | 5  | 2  | 5  | 5  | 7  | 10 | 11 | 14 | 8  | 10 | 13 | 15 | 15 | 12 | 14 | 14 | 13 | 11 | 13 | 14 | 13 | 13 | 12 | 10 | 9  | 10 | 9  | 9  | 7  |
| Athletic         | 5  | 5  | 6  | 8  | 12 | 15 | 15 | 17 | 17 | 16 | 17 | 17 | 18 | 18 | 18 | 18 | 18 | 17 | 15 | 14 | 12 | 12 | 13 | 11 | 10 | 12 | 12 | 9  | 8  | 8  | 8  | 7  | 7  | 7  | 7  | 7  | 7  | 8  |
| R. Sociedad      | 7  | 7  | 8  | 13 | 9  | 10 | 13 | 9  | 9  | 12 | 13 | 10 | 8  | 10 | 13 | 15 | 15 | 11 | 8  | 8  | 9  | 9  | 9  | 7  | 8  | 9  | 9  | 10 | 10 | 10 | 10 | 10 | 11 | 11 | 9  | 8  | 8  | 9  |
| R. Betis         | 20 | 18 | 13 | 10 | 13 | 8  | 5  | 8  | 11 | 13 | 14 | 12 | 14 | 11 | 7  | 5  | 6  | 6  | 7  | 7  | 8  | 6  | 7  | 8  | 7  | 8  | 8  | 8  | 9  | 9  | 9  | 9  | 9  | 10 | 11 | 13 | 10 | 10 |
| Alavés           | 19 | 17 | 11 | 7  | 3  | 4  | 6  | 6  | 3  | 2  | 5  | 4  | 4  | 4  | 5  | 6  | 5  | 4  | 5  | 5  | 5  | 7  | 6  | 6  | 6  | 5  | 5  | 5  | 5  | 7  | 7  | 8  | 8  | 8  | 8  | 10 | 11 | 11 |
| Eibar            | 14 | 19 | 15 | 15 | 11 | 13 | 16 | 12 | 12 | 15 | 12 | 13 | 10 | 12 | 14 | 13 | 13 | 13 | 16 | 11 | 10 | 10 | 10 | 10 | 11 | 10 | 10 | 11 | 11 | 11 | 12 | 13 | 13 | 13 | 12 | 11 | 12 | 12 |
| Leganés          | 15 | 12 | 19 | 20 | 20 | 18 | 20 | 18 | 18 | 18 | 18 | 18 | 17 | 16 | 16 | 16 | 16 | 16 | 14 | 15 | 16 | 13 | 11 | 13 | 12 | 11 | 13 | 14 | 12 | 12 | 11 | 11 | 12 | 12 | 13 | 12 | 13 | 13 |
| Villarreal       | 16 | 13 | 18 | 14 | 14 | 9  | 12 | 16 | 16 | 17 | 16 | 16 | 16 | 17 | 17 | 17 | 17 | 18 | 19 | 19 | 19 | 19 | 19 | 18 | 18 | 18 | 17 | 17 | 17 | 17 | 18 | 15 | 14 | 14 | 14 | 15 | 14 | 14 |
| Levante          | 3  | 10 | 4  | 11 | 16 | 17 | 17 | 11 | 8  | 7  | 7  | 8  | 9  | 6  | 6  | 8  | 10 | 10 | 12 | 10 | 11 | 14 | 14 | 12 | 13 | 15 | 15 | 15 | 15 | 15 | 15 | 16 | 17 | 15 | 16 | 16 | 15 | 15 |
| R. Valladolid    | 13 | 14 | 16 | 19 | 18 | 14 | 9  | 7  | 6  | 6  | 9  | 7  | 13 | 15 | 12 | 12 | 12 | 15 | 13 | 16 | 13 | 14 | 15 | 16 | 16 | 16 | 16 | 16 | 16 | 16 | 17 | 18 | 18 | 17 | 18 | 17 | 16 | 16 |
| Celta            | 9  | 8  | 3  | 3  | 4  | 7  | 8  | 10 | 13 | 10 | 11 | 14 | 15 | 13 | 11 | 9  | 11 | 14 | 17 | 17 | 18 | 16 | 16 | 17 | 17 | 17 | 18 | 18 | 18 | 18 | 16 | 17 | 15 | 16 | 15 | 14 | 17 | 17 |
| Girona           | 12 | 16 | 12 | 6  | 6  | 12 | 11 | 15 | 15 | 11 | 10 | 9  | 7  | 8  | 9  | 10 | 9  | 9  | 9  | 12 | 14 | 17 | 17 | 15 | 15 | 14 | 14 | 12 | 13 | 14 | 14 | 14 | 16 | 18 | 17 | 18 | 18 | 18 |
| Huesca           | 6  | 6  | 14 | 16 | 17 | 20 | 19 | 20 | 20 | 20 | 20 | 20 | 20 | 20 | 20 | 20 | 20 | 20 | 20 | 20 | 20 | 20 | 20 | 20 | 20 | 20 | 20 | 20 | 20 | 20 | 20 | 20 | 20 | 19 | 20 | 20 | 20 | 19 |
| Rayo V.          | 18 | 20 | 20 | 18 | 19 | 19 | 18 | 19 | 19 | 19 | 19 | 19 | 19 | 19 | 19 | 19 | 19 | 19 | 18 | 18 | 17 | 18 | 18 | 19 | 19 | 19 | 19 | 19 | 19 | 19 | 19 | 19 | 19 | 20 | 19 | 19 | 19 | 20 |

Notas
1. 1 2  Las posiciones de Rayo Vallecano y Athletic Club entre las jornadas 3 y 9 están contabilizadas con un partido menos por el aplazamiento de su enfrentamiento en la primera de dichas jornadas

## Resultados
| Girona F. C.        | 0 – 0 | Real Valladolid C. F. | Montilivi   | 17 de agosto | 20:15 | 10.368 | Cuadra Fernández    | 2 | 0 |
| Real Betis          | 0 – 3 | Levante U. D.         | Villamarín  | 17 de agosto | 22:15 | 46.225 | Iglesias Villanueva | 2 | 0 |
| R. C. Celta de Vigo | 1 – 1 | R. C. D. Espanyol     | Balaídos    | 18 de agosto | 18:15 | 16.215 | Jaime Latre         | 5 | 0 |
| Villarreal C. F.    | 1 – 2 | Real Sociedad         | La Cerámica | 18 de agosto | 20:15 | 16.250 | Melero López        | 5 | 0 |
| F. C. Barcelona     | 3 – 0 | Deportivo Alavés      | Camp Nou    | 18 de agosto | 22:15 | 46.356 | Sánchez Martínez    | 2 | 0 |
| S. D. Eibar         | 1 – 2 | S. D. Huesca          | Ipurúa      | 19 de agosto | 18:15 | 4234   | Prieto Iglesias     | 2 | 0 |
| Rayo Vallecano      | 1 – 4 | Sevilla F. C.         | Vallecas    | 19 de agosto | 20:15 | 11.626 | Mateu Lahoz         | 1 | 0 |
| Real Madrid C. F.   | 2 – 0 | Getafe C. F.          | Bernabéu    | 19 de agosto | 22:15 | 48.446 | Estrada Fernández   | 8 | 0 |
| Valencia C. F.      | 1 – 1 | Atlético de Madrid    | Mestalla    | 20 de agosto | 20:00 | 46.174 | Gil Manzano         | 5 | 0 |
| Athletic Club       | 2 – 1 | C. D. Leganés         | San Mamés   | 20 de agosto | 22:00 | 38.327 | Cordero Vega        | 8 | 0 |

| Getafe C. F.          | 2 – 0 | S. D. Eibar         | Alfonso Pérez       | 24 de agosto | 20:15 | 7851   | Medié Jiménez        | 2 | 0 |
| C. D. Leganés         | 2 – 2 | Real Sociedad       | Butarque            | 24 de agosto | 22:15 | 9735   | Munuera Montero      | 2 | 0 |
| Deportivo Alavés      | 0 – 0 | Real Betis          | Mendizorroza        | 25 de agosto | 18:15 | 18.221 | González Fuertes     | 4 | 0 |
| Atlético de Madrid    | 1 – 0 | Rayo Vallecano      | Wanda Metropolitano | 25 de agosto | 20:15 | 52.568 | González González    | 2 | 0 |
| Real Valladolid C. F. | 0 – 1 | F. C. Barcelona     | José Zorrilla       | 25 de agosto | 22:15 | 22.651 | De Burgos Bengoetxea | 2 | 0 |
| R. C. D. Espanyol     | 2 – 0 | Valencia C. F.      | RCDE Stadium        | 26 de agosto | 18:15 | 18.714 | Del Cerro Grande     | 2 | 0 |
| Sevilla F. C.         | 0 – 0 | Villarreal C. F.    | Sánchez Pizjuán     | 26 de agosto | 22:15 | 35.831 | Undiano Mallenco     | 5 | 0 |
| Girona F. C.          | 1 – 4 | Real Madrid C. F.   | Montilivi           | 26 de agosto | 22:15 | 13.889 | Martínez Munuera     | 5 | 0 |
| Levante U. D.         | 1 – 2 | R. C. Celta de Vigo | Ciudad de València  | 27 de agosto | 20:15 | 21.122 | Hernández Hernández  | 5 | 0 |
| Athletic Club         | 2 – 2 | S. D. Huesca        | San Mamés           | 27 de agosto | 22:00 | 36.818 | Alberola Rojas       | 4 | 0 |

| Getafe C. F.        | 0 – 0                                                                                                   | Real Valladolid C. F. | Alfonso Pérez      | 31 de agosto    | 20:00 | 9817   | Cordero Vega        | 4 | 0 |
| Villarreal C. F.    | 0 – 1                                                                                                   | Girona F. C.          | La Cerámica        | 31 de agosto    | 22:00 | 15.740 | Prieto Iglesias     | 5 | 0 |
| S. D. Eibar         | 2 – 1                                                                                                   | Real Sociedad         | Ipurúa             | 31 de agosto    | 22:00 | 6144   | Sánchez Martínez    | 5 | 0 |
| R. C. Celta de Vigo | 2 – 0                                                                                                   | Atlético de Madrid    | Balaídos           | 1 de septiembre | 18:30 | 19.013 | Mateu Lahoz         | 9 | 0 |
| Real Madrid C. F.   | 4 – 1                                                                                                   | C. D. Leganés         | Bernabéu           | 1 de septiembre | 20:45 | 59.255 | Jaime Latre         | 2 | 0 |
| Levante U. D.       | 2 – 2                                                                                                   | Valencia C. F.        | Ciudad de València | 2 de septiembre | 12:00 | 24.073 | Estrada Fernández   | 6 | 0 |
| Deportivo Alavés    | 2 – 1 (enlace roto disponible en Internet Archive; véase el historial, la primera versión y la última). | R. C. D. Espanyol     | Mendizorroza       | 2 de septiembre | 16:15 | 18.052 | Iglesias Villanueva | 7 | 0 |
| F. C. Barcelona     | 8 – 2                                                                                                   | S. D. Huesca          | Camp Nou           | 2 de septiembre | 18:30 | 72.892 | Melero López        | 3 | 0 |
| Real Betis          | 1 – 0                                                                                                   | Sevilla F. C.         | Villamarín         | 2 de septiembre | 20:45 | 53.451 | Gil Manzano         | 9 | 0 |
| Rayo Vallecano      | 1 – 1                                                                                                   | Athletic Club         | Vallecas           | 24 de octubre   | 19:00 | 11.850 | Cuadra Fernández    | 2 | 0 |

| S. D. Huesca          | 0 – 1 | Rayo Vallecano      | El Alcoraz          | 14 de septiembre | 21:00 | 6498   | Medié Jiménez        | 3 | 0 |
| Atlético de Madrid    | 1 – 1 | S. D. Eibar         | Wanda Metropolitano | 15 de septiembre | 13:00 | 55.674 | Martínez Munuera     | 4 | 0 |
| Real Sociedad         | 1 – 2 | F. C. Barcelona     | Anoeta              | 15 de septiembre | 16:15 | 26.756 | Del Cerro Grande     | 2 | 0 |
| Valencia C. F.        | 0 – 0 | Real Betis          | Mestalla            | 15 de septiembre | 18:30 | 40.050 | Hernández Hernández  | 9 | 0 |
| Athletic Club         | 1 – 1 | Real Madrid C. F.   | San Mamés           | 15 de septiembre | 20:45 | 46.413 | González González    | 8 | 0 |
| C. D. Leganés         | 0 – 1 | Villarreal C. F.    | Butarque            | 16 de septiembre | 12:00 | 10.432 | González Fuertes     | 7 | 0 |
| R. C. D. Espanyol     | 1 – 0 | Levante U. D.       | RCDE Stadium        | 16 de septiembre | 16:15 | 18.627 | Undiano Mallenco     | 1 | 0 |
| Real Valladolid C. F. | 0 – 1 | Deportivo Alavés    | José Zorrilla       | 16 de septiembre | 18:30 | 18.873 | Munuera Montero      | 5 | 0 |
| Sevilla F. C.         | 0 – 2 | Getafe C. F.        | Sánchez Pizjuán     | 16 de septiembre | 20:45 | 36.943 | De Burgos Bengoetxea | 9 | 0 |
| Girona F. C.          | 3 – 2 | R. C. Celta de Vigo | Montilivi           | 17 de septiembre | 21:00 | 9849   | Alberola Rojas       | 4 | 0 |

| S. D. Huesca        | 0 – 1 | Real Sociedad         | El Alcoraz         | 21 de septiembre | 21:00 | 6948   | Iglesias Villanueva | 8 | 1 |
| Rayo Vallecano      | 1 – 5 | Deportivo Alavés      | Vallecas           | 22 de septiembre | 13:00 | 12.011 | Cordero Vega        | 3 | 1 |
| R. C. Celta de Vigo | 3 – 3 | Real Valladolid C. F. | Balaídos           | 22 de septiembre | 16:15 | 16.552 | Prieto Iglesias     | 4 | 0 |
| S. D. Eibar         | 1 – 0 | C. D. Leganés         | Ipurúa             | 22 de septiembre | 16:15 | 4456   | Melero López        | 2 | 0 |
| Getafe C. F.        | 0 – 2 | Atlético de Madrid    | Alfonso Pérez      | 22 de septiembre | 18:30 | 12.756 | Sánchez Martínez    | 3 | 1 |
| Real Madrid C. F.   | 1 – 0 | R. C. D. Espanyol     | Bernabéu           | 22 de septiembre | 20:45 | 67.658 | Mateu Lahoz         | 4 | 0 |
| Levante U. D.       | 2 – 6 | Sevilla F. C.         | Ciudad de València | 23 de septiembre | 12:00 | 20.143 | Cuadra Fernández    | 2 | 0 |
| Villarreal C. F.    | 0 – 0 | Valencia C. F.        | La Cerámica        | 23 de septiembre | 16:15 | 18.373 | Jaime Latre         | 5 | 1 |
| Real Betis          | 2 – 2 | Athletic Club         | Villamarín         | 23 de septiembre | 18:30 | 51.093 | Estrada Fernández   | 9 | 0 |
| F. C. Barcelona     | 2 – 2 | Girona F. C.          | Camp Nou           | 23 de septiembre | 20:45 | 79.055 | Gil Manzano         | 8 | 1 |

| R. C. D. Espanyol     | 1 – 0                                                                                                   | S. D. Eibar         | RCDE Stadium        | 25 de septiembre | 20:00 | 15.547 | Munuera Montero      | 4 | 0 |
| Real Sociedad         | 2 – 2                                                                                                   | Rayo Vallecano      | Anoeta              | 25 de septiembre | 21:00 | 21.510 | Martínez Munuera     | 7 | 0 |
| Atlético de Madrid    | 3 – 0                                                                                                   | S. D. Huesca        | Wanda Metropolitano | 25 de septiembre | 22:00 | 47.023 | González Fuertes     | 2 | 0 |
| Athletic Club         | 0 – 3                                                                                                   | Villarreal C. F.    | San Mamés           | 26 de septiembre | 20:00 | 39.672 | Del Cerro Grande     | 2 | 0 |
| C. D. Leganés         | 2 – 1                                                                                                   | F. C. Barcelona     | Butarque            | 26 de septiembre | 20:00 | 12.231 | Undiano Mallenco     | 6 | 0 |
| Valencia C. F.        | 1 – 1                                                                                                   | R. C. Celta de Vigo | Mestalla            | 26 de septiembre | 22:00 | 35.495 | De Burgos Bengoetxea | 4 | 0 |
| Sevilla F. C.         | 3 – 0                                                                                                   | Real Madrid C. F.   | Sánchez Pizjuán     | 26 de septiembre | 22:00 | 40.972 | Hernández Hernández  | 7 | 0 |
| Deportivo Alavés      | 1 – 1 (enlace roto disponible en Internet Archive; véase el historial, la primera versión y la última). | Getafe C. F.        | Mendizorroza        | 27 de septiembre | 20:00 | 18.373 | Prieto Iglesias      | 6 | 0 |
| Real Valladolid C. F. | 2 – 1                                                                                                   | Levante U. D.       | José Zorrilla       | 27 de septiembre | 20:00 | 16.440 | Medié Jiménez        | 5 | 0 |
| Girona F. C.          | 0 – 1                                                                                                   | Real Betis          | Montilivi           | 27 de septiembre | 22:00 | 11.358 | González González    | 4 | 0 |

| Rayo Vallecano      | 2 – 2                                                                                                   | R. C. D. Espanyol     | Vallecas           | 28 de septiembre | 21:00 | 12.102 | Alberola Rojas      | 6 | 0 |
| Real Sociedad       | 0 – 1                                                                                                   | Valencia C. F.        | Anoeta             | 29 de septiembre | 13:00 | 23.577 | Gil Manzano         | 6 | 0 |
| F. C. Barcelona     | 1 – 1                                                                                                   | Athletic Club         | Camp Nou           | 29 de septiembre | 16:15 | 78.015 | Jaime Latre         | 6 | 0 |
| S. D. Eibar         | 1 – 3                                                                                                   | Sevilla F. C.         | Ipurúa             | 29 de septiembre | 18:30 | 5443   | Estrada Fernández   | 5 | 0 |
| Real Madrid C. F.   | 0 – 0                                                                                                   | Atlético de Madrid    | Bernabéu           | 29 de septiembre | 20:45 | 78.642 | Martínez Munuera    | 7 | 0 |
| S. D. Huesca        | 1 – 1                                                                                                   | Girona F. C.          | El Alcoraz         | 30 de septiembre | 12:00 | 6779   | Cordero Vega        | 6 | 0 |
| Villarreal C. F.    | 0 – 1                                                                                                   | Real Valladolid C. F. | La Cerámica        | 30 de septiembre | 16:15 | 15.602 | Iglesias Villanueva | 6 | 0 |
| Levante U. D.       | 2 – 1 (enlace roto disponible en Internet Archive; véase el historial, la primera versión y la última). | Deportivo Alavés      | Ciudad de València | 30 de septiembre | 18:30 | 20.329 | Melero López        | 8 | 0 |
| Real Betis          | 1 – 0                                                                                                   | C. D. Leganés         | Villamarín         | 30 de septiembre | 20:45 | 48.115 | Sánchez Martínez    | 4 | 0 |
| R. C. Celta de Vigo | 1 – 1                                                                                                   | Getafe C. F.          | Balaídos           | 1 de octubre     | 21:00 | 14.330 | Cuadra Fernández    | 4 | 0 |

| Athletic Club         | 1 – 3                                                                                                   | Real Sociedad       | San Mamés           | 5 de octubre | 21:00 | 46.684 | Hernández Hernández  | 6 | 0 |
| Girona F. C.          | 2 – 3                                                                                                   | S. D. Eibar         | Montilivi           | 6 de octubre | 13:00 | 10.569 | Prieto Iglesias      | 9 | 0 |
| Getafe C. F.          | 0 – 1                                                                                                   | Levante U. D.       | Alfonso Pérez       | 6 de octubre | 16:15 | 9557   | Munuera Montero      | 9 | 1 |
| Deportivo Alavés      | 1 – 0 (enlace roto disponible en Internet Archive; véase el historial, la primera versión y la última). | Real Madrid C. F.   | Mendizorroza        | 6 de octubre | 18:30 | 19.461 | Jaime Latre          | 1 | 0 |
| C. D. Leganés         | 1 – 0                                                                                                   | Rayo Vallecano      | Butarque            | 6 de octubre | 20:45 | 11.539 | Medié Jiménez        | 5 | 0 |
| Real Valladolid C. F. | 1 – 0                                                                                                   | S. D. Huesca        | José Zorrilla       | 7 de octubre | 12:00 | 17.300 | Mateu Lahoz          | 3 | 0 |
| Atlético de Madrid    | 1 – 0                                                                                                   | Real Betis          | Wanda Metropolitano | 7 de octubre | 16:15 | 63.786 | Undiano Mallenco     | 8 | 0 |
| R. C. D. Espanyol     | 3 – 1                                                                                                   | Villarreal C. F.    | RCDE Stadium        | 7 de octubre | 18:30 | 20.032 | De Burgos Bengoetxea | 5 | 0 |
| Sevilla F. C.         | 2 – 1                                                                                                   | R. C. Celta de Vigo | Sánchez Pizjuán     | 7 de octubre | 18:30 | 38.068 | González Fuertes     | 7 | 0 |
| Valencia C. F.        | 1 – 1                                                                                                   | F. C. Barcelona     | Mestalla            | 7 de octubre | 20:45 | 46.249 | González González    | 4 | 0 |

| R. C. Celta de Vigo | 0 – 1 | Deportivo Alavés      | Balaídos    | 19 de octubre | 21:00 | 15.267 | Del Cerro Grande    | 5  | 0 |
| Real Madrid C. F.   | 1 – 2 | Levante U. D.         | Bernabéu    | 20 de octubre | 13:00 | 63.423 | Cuadra Fernández    | 3  | 0 |
| Valencia C. F.      | 1 – 1 | C. D. Leganés         | Mestalla    | 20 de octubre | 16:15 | 35.597 | Iglesias Villanueva | 3  | 0 |
| Villarreal C. F.    | 1 – 1 | Atlético de Madrid    | La Cerámica | 20 de octubre | 18:30 | 17.518 | Estrada Fernández   | 4  | 0 |
| F. C. Barcelona     | 4 – 2 | Sevilla F. C.         | Camp Nou    | 20 de octubre | 20:45 | 88.712 | Martínez Munuera    | 1  | 0 |
| Rayo Vallecano      | 1 – 2 | Getafe C. F.          | Vallecas    | 21 de octubre | 12:00 | 12.040 | Melero López        | 10 | 0 |
| S. D. Eibar         | 1 – 1 | Athletic Club         | Ipurúa      | 21 de octubre | 16:15 | 6475   | Gil Manzano         | 5  | 0 |
| S. D. Huesca        | 0 – 2 | R. C. D. Espanyol     | El Alcoraz  | 21 de octubre | 18:30 | 6964   | Prieto Iglesias     | 6  | 0 |
| Real Betis          | 0 – 1 | Real Valladolid C. F. | Villamarín  | 21 de octubre | 20:45 | 42.581 | Alberola Rojas      | 4  | 0 |
| Real Sociedad       | 0 – 0 | Girona F. C.          | Anoeta      | 22 de octubre | 21:00 | 20.997 | González Fuertes    | 4  | 0 |

| Real Valladolid C. F. | 1 – 1                                                                                                   | R. C. D. Espanyol | José Zorrilla       | 26 de octubre | 21:00 | 18.231 | Cordero Vega         | 5 | 0 |
| Girona F. C.          | 2 – 1                                                                                                   | Rayo Vallecano    | Montilivi           | 27 de octubre | 13:00 | 6618   | Munuera Montero      | 4 | 1 |
| Athletic Club         | 0 – 0                                                                                                   | Valencia C. F.    | San Mamés           | 27 de octubre | 16:15 | 39.261 | Undiano Mallenco     | 7 | 0 |
| R. C. Celta de Vigo   | 4 – 0                                                                                                   | S. D. Eibar       | Balaídos            | 27 de octubre | 18:30 | 15.509 | González González    | 0 | 0 |
| Levante U. D.         | 2 – 0                                                                                                   | C. D. Leganés     | Ciudad de València  | 27 de octubre | 18:30 | 19.754 | De Burgos Bengoetxea | 4 | 0 |
| Atlético de Madrid    | 2 – 0                                                                                                   | Real Sociedad     | Wanda Metropolitano | 27 de octubre | 20:45 | 57.514 | Mateu Lahoz          | 3 | 0 |
| Getafe C. F.          | 2 – 0                                                                                                   | Real Betis        | Alfonso Pérez       | 28 de octubre | 12:00 | 12.086 | Jaime Latre          | 3 | 0 |
| F. C. Barcelona       | 5 – 1                                                                                                   | Real Madrid C. F. | Camp Nou            | 28 de octubre | 16:15 | 93.265 | Sánchez Martínez     | 4 | 0 |
| Deportivo Alavés      | 2 – 1 (enlace roto disponible en Internet Archive; véase el historial, la primera versión y la última). | Villarreal C. F.  | Mendizorroza        | 28 de octubre | 18:30 | 16.956 | Cuadra Fernández     | 2 | 0 |
| Sevilla F. C.         | 2 – 1                                                                                                   | S. D. Huesca      | Sánchez Pizjuán     | 28 de octubre | 20:45 | 33.022 | Medié Jiménez        | 5 | 0 |

| C. D. Leganés     | 1 – 1                                                                                                   | Atlético de Madrid    | Butarque     | 3 de noviembre | 13:00 | 12.319 | Melero López        | 6 | 0 |
| Real Madrid C. F. | 2 – 0                                                                                                   | Real Valladolid C. F. | Bernabéu     | 3 de noviembre | 16:15 | 68.050 | Gil Manzano         | 1 | 0 |
| Valencia C. F.    | 0 – 1                                                                                                   | Girona F. C.          | Mestalla     | 3 de noviembre | 18:30 | 38.745 | Alberola Rojas      | 8 | 0 |
| Rayo Vallecano    | 2 – 3                                                                                                   | F. C. Barcelona       | Vallecas     | 3 de noviembre | 20:45 | 13.785 | Hernández Hernández | 6 | 0 |
| S. D. Eibar       | 2 – 1 (enlace roto disponible en Internet Archive; véase el historial, la primera versión y la última). | Deportivo Alavés      | Ipurúa       | 4 de noviembre | 12:00 | 12.714 | Iglesias Villanueva | 3 | 2 |
| Villarreal C. F.  | 1 – 1                                                                                                   | Levante U. D.         | La Cerámica  | 4 de noviembre | 16:15 | 16.499 | Del Cerro Grande    | 5 | 0 |
| Real Sociedad     | 0 – 0                                                                                                   | Sevilla F. C.         | Anoeta       | 4 de noviembre | 18:30 | 24.882 | Prieto Iglesias     | 4 | 0 |
| S. D. Huesca      | 1 – 1                                                                                                   | Getafe C. F.          | El Alcoraz   | 4 de noviembre | 18:30 | 6420   | Martínez Munuera    | 7 | 0 |
| Real Betis        | 3 – 3                                                                                                   | R. C. Celta de Vigo   | Villamarín   | 4 de noviembre | 20:45 | 42.130 | Estrada Fernández   | 6 | 0 |
| R. C. D. Espanyol | 1 – 0                                                                                                   | Athletic Club         | RCDE Stadium | 5 de noviembre | 21:00 | 14.328 | González Fuertes    | 4 | 0 |

| Levante U. D.         | 1 – 3 | Real Sociedad     | Ciudad de València  | 9 de noviembre  | 21:00 | 19.890 | Medié Jiménez        | 7  | 0 |
| Real Valladolid C. F. | 0 – 0 | S. D. Eibar       | José Zorrilla       | 10 de noviembre | 13:00 | 16.038 | Cuadra Fernández     | 6  | 0 |
| Getafe C. F.          | 0 – 1 | Valencia C. F.    | Alfonso Pérez       | 10 de noviembre | 16:15 | 10.011 | De Burgos Bengoetxea | 6  | 0 |
| Atlético de Madrid    | 3 – 2 | Athletic Club     | Wanda Metropolitano | 10 de noviembre | 18:30 | 59.321 | Sánchez Martínez     | 10 | 1 |
| Girona F. C.          | 0 – 0 | C. D. Leganés     | Montilivi           | 10 de noviembre | 20:45 | 9874   | Cordero Vega         | 5  | 0 |
| Deportivo Alavés      | 2 – 1 | S. D. Huesca      | Mendizorroza        | 11 de noviembre | 12:00 | 18.437 | Munuera Montero      | 7  | 0 |
| F. C. Barcelona       | 3 – 4 | Real Betis        | Camp Nou            | 11 de noviembre | 16:15 | 83.174 | Mateu Lahoz          | 6  | 0 |
| Rayo Vallecano        | 2 – 2 | Villarreal C. F.  | Vallecas            | 11 de noviembre | 18:30 | 11.840 | González González    | 4  | 0 |
| Sevilla F. C.         | 2 – 1 | R. C. D. Espanyol | Sánchez Pizjuán     | 11 de noviembre | 18:30 | 38.769 | Jaime Latre          | 6  | 0 |
| R. C. Celta de Vigo   | 2 – 4 | Real Madrid C. F. | Balaídos            | 11 de noviembre | 20:45 | 21.184 | Undiano Mallenco     | 6  | 0 |

| C. D. Leganés      | 1 – 0 | Deportivo Alavés      | Butarque            | 23 de noviembre | 21:00 | 9863   | Alberola Rojas      | 6 | 0 |
| S. D. Eibar        | 3 – 0 | Real Madrid C. F.     | Ipurúa              | 24 de noviembre | 13:00 | 6435   | Martínez Munuera    | 3 | 0 |
| Valencia C. F.     | 3 – 0 | Rayo Vallecano        | Mestalla            | 24 de noviembre | 16:15 | 37.814 | González Fuertes    | 6 | 0 |
| S. D. Huesca       | 2 – 2 | Levante U. D.         | El Alcoraz          | 24 de noviembre | 18:30 | 6459   | Estrada Fernández   | 6 | 0 |
| Atlético de Madrid | 1 – 1 | F. C. Barcelona       | Wanda Metropolitano | 24 de noviembre | 20:45 | 67.204 | Gil Manzano         | 8 | 0 |
| Athletic Club      | 1 – 1 | Getafe C. F.          | San Mamés           | 25 de noviembre | 12:00 | 39.821 | Iglesias Villanueva | 9 | 0 |
| Sevilla F. C.      | 1 – 0 | Real Valladolid C. F. | Sánchez Pizjuán     | 25 de noviembre | 16:15 | 34.064 | Del Cerro Grande    | 6 | 0 |
| R. C. D. Espanyol  | 1 – 3 | Girona F. C.          | RCDE Stadium        | 25 de noviembre | 18:30 | 22.716 | Hernández Hernández | 7 | 0 |
| Villarreal C. F.   | 2 – 1 | Real Betis            | La Cerámica         | 25 de noviembre | 20:45 | 16.028 | Prieto Iglesias     | 3 | 0 |
| Real Sociedad      | 2 – 1 | R. C. Celta de Vigo   | Anoeta              | 26 de noviembre | 21:00 | 17.745 | Melero López        | 4 | 0 |

| Rayo Vallecano        | 1 – 0 | S. D. Eibar        | Vallecas           | 30 de noviembre | 21:00 | 11.257 | Undiano Mallenco     | 8 | 0 |
| R. C. Celta de Vigo   | 2 – 0 | S. D. Huesca       | Balaídos           | 1 de diciembre  | 13:00 | 13.463 | Cordero Vega         | 5 | 0 |
| Real Valladolid C. F. | 2 – 4 | C. D. Leganés      | José Zorrilla      | 1 de diciembre  | 16:15 | 16.783 | Medié Jiménez        | 3 | 0 |
| Getafe C. F.          | 3 – 0 | R. C. D. Espanyol  | Alfonso Pérez      | 1 de diciembre  | 18:30 | 9287   | Mateu Lahoz          | 5 | 0 |
| Real Madrid C. F.     | 2 – 0 | Valencia C. F.     | Bernabéu           | 1 de diciembre  | 20:45 | 69.653 | González González    | 4 | 0 |
| Real Betis            | 1 – 0 | Real Sociedad      | Villamarín         | 2 de diciembre  | 12:00 | 46.562 | Cuadra Fernández     | 6 | 0 |
| Girona F. C.          | 1 – 1 | Atlético de Madrid | Montilivi          | 2 de diciembre  | 16:15 | 12.104 | De Burgos Bengoetxea | 5 | 0 |
| F. C. Barcelona       | 2 – 0 | Villarreal C. F.   | Camp Nou           | 2 de diciembre  | 18:30 | 73.003 | Munuera Montero      | 6 | 0 |
| Deportivo Alavés      | 1 – 1 | Sevilla F. C.      | Mendizorroza       | 2 de diciembre  | 20:45 | 17.848 | Sánchez Martínez     | 6 | 0 |
| Levante U. D.         | 3 – 0 | Athletic Club      | Ciudad de València | 3 de diciembre  | 21:00 | 19.928 | Jaime Latre          | 8 | 1 |

| C. D. Leganés      | 1 – 1 | Getafe C. F.          | Butarque            | 7 de diciembre  | 21:00 | 11.327 | González Fuertes    | 3 | 1 |
| Atlético de Madrid | 3 – 0 | Deportivo Alavés      | Wanda Metropolitano | 8 de diciembre  | 13:00 | 55.810 | Hernández Hernández | 9 | 0 |
| Valencia C. F.     | 1 – 1 | Sevilla F. C.         | Mestalla            | 8 de diciembre  | 16:15 | 40.057 | Estrada Fernández   | 4 | 0 |
| Villarreal C. F.   | 2 – 3 | R. C. Celta de Vigo   | La Cerámica         | 8 de diciembre  | 18:30 | 15.720 | Gil Manzano         | 6 | 0 |
| R. C. D. Espanyol  | 0 – 4 | F. C. Barcelona       | RCDE Stadium        | 8 de diciembre  | 20:45 | 24.037 | Del Cerro Grande    | 1 | 0 |
| S. D. Eibar        | 4 – 4 | Levante U. D.         | Ipurúa              | 9 de diciembre  | 12:00 | 5238   | Alberola Rojas      | 4 | 0 |
| S. D. Huesca       | 0 – 1 | Real Madrid C. F.     | El Alcoraz          | 9 de diciembre  | 16:15 | 7341   | Melero López        | 4 | 0 |
| Real Sociedad      | 1 – 2 | Real Valladolid C. F. | Anoeta              | 9 de diciembre  | 18:30 | 23.260 | Iglesias Villanueva | 4 | 0 |
| Real Betis         | 2 – 0 | Rayo Vallecano        | Villamarín          | 9 de diciembre  | 20:45 | 40.218 | Martínez Munuera    | 5 | 0 |
| Athletic Club      | 1 – 0 | Girona F. C.          | San Mamés           | 10 de diciembre | 21:00 | 34.060 | Prieto Iglesias     | 4 | 0 |

| R. C. Celta de Vigo   | 0 – 0 | C. D. Leganés      | Balaídos           | 14 de diciembre | 21:00 | 15.134 | Munuera Montero      | 6 | 0 |
| Getafe C. F.          | 1 – 0 | Real Sociedad      | Alfonso Pérez      | 15 de diciembre | 13:00 | 9018   | Jaime Latre          | 7 | 0 |
| Real Valladolid C. F. | 2 – 3 | Atlético de Madrid | José Zorrilla      | 15 de diciembre | 16:15 | 22.585 | Undiano Mallenco     | 5 | 0 |
| Real Madrid C. F.     | 1 – 0 | Rayo Vallecano     | Bernabéu           | 15 de diciembre | 18:30 | 55.229 | De Burgos Bengoetxea | 3 | 0 |
| S. D. Eibar           | 1 – 1 | Valencia C. F.     | Ipurúa             | 15 de diciembre | 20:45 | 4491   | Cordero Vega         | 1 | 0 |
| Sevilla F. C.         | 2 – 0 | Girona F. C.       | Sánchez Pizjuán    | 16 de diciembre | 12:00 | 33.542 | Cuadra Fernández     | 3 | 0 |
| R. C. D. Espanyol     | 1 – 3 | Real Betis         | RCDE Stadium       | 16 de diciembre | 16:15 | 20.275 | Sánchez Martínez     | 7 | 0 |
| S. D. Huesca          | 2 – 2 | Villarreal C. F.   | El Alcoraz         | 16 de diciembre | 18:30 | 6455   | Medié Jiménez        | 9 | 0 |
| Levante U. D.         | 0 – 5 | F. C. Barcelona    | Ciudad de València | 16 de diciembre | 20:45 | 23.736 | González González    | 5 | 1 |
| Deportivo Alavés      | 0 – 0 | Athletic Club      | Mendizorroza       | 17 de diciembre | 21:00 | 19.349 | Mateu Lahoz          | 4 | 0 |

| Girona F. C.       | 1 – 1 | Getafe C. F.          | Montilivi           | 21 de diciembre | 19:30 | 8450   | Alberola Rojas      | 3  | 0 |
| Real Sociedad      | 0 – 1 | Deportivo Alavés      | Anoeta              | 21 de diciembre | 21:00 | 22.431 | Estrada Fernández   | 6  | 0 |
| Real Betis         | 1 – 1 | S. D. Eibar           | Villamarín          | 22 de diciembre | 13:00 | 49.426 | Del Cerro Grande    | 6  | 0 |
| Atlético de Madrid | 1 – 0 | R. C. D. Espanyol     | Wanda Metropolitano | 22 de diciembre | 16:15 | 58.069 | Melero López        | 2  | 0 |
| F. C. Barcelona    | 2 – 0 | R. C. Celta de Vigo   | Camp Nou            | 22 de diciembre | 18:30 | 78.686 | Prieto Iglesias     | 1  | 0 |
| Athletic Club      | 1 – 1 | Real Valladolid C. F. | San Mamés           | 22 de diciembre | 20:45 | 42.633 | Martínez Munuera    | 5  | 0 |
| Valencia C. F.     | 2 – 1 | S. D. Huesca          | Mestalla            | 23 de diciembre | 12:00 | 36.547 | Gil Manzano         | 11 | 0 |
| C. D. Leganés      | 1 – 1 | Sevilla F. C.         | Butarque            | 23 de diciembre | 16:15 | 11.321 | Hernández Hernández | 6  | 1 |
| Rayo Vallecano     | 2 – 1 | Levante U. D.         | Vallecas            | 23 de diciembre | 18:30 | 11.206 | Iglesias Villanueva | 4  | 0 |
| Villarreal C. F.   | 2 – 2 | Real Madrid C. F.     | La Cerámica         | 3 de enero      | 21:30 | 19.903 | González Fuertes    | 4  | 0 |

| Levante U. D.         | 2 – 2 | Girona F. C.       | Ciudad de València | 4 de enero | 19:00 | 19.415 | Undiano Mallenco     | 4  | 1 |
| R. C. D. Espanyol     | 1 – 0 | C. D. Leganés      | RCDE Stadium       | 4 de enero | 21:00 | 15.085 | González González    | 7  | 0 |
| Real Valladolid C. F. | 0 – 1 | Rayo Vallecano     | José Zorrilla      | 5 de enero | 13:00 | 17.261 | Cordero Vega         | 3  | 0 |
| Deportivo Alavés      | 2 – 1 | Valencia C. F.     | Mendizorroza       | 5 de enero | 16:15 | 18.304 | Medié Jiménez        | 6  | 0 |
| S. D. Huesca          | 2 – 1 | Real Betis         | El Alcoraz         | 5 de enero | 20:45 | 6135   | De Burgos Bengoetxea | 5  | 0 |
| S. D. Eibar           | 0 – 0 | Villarreal C. F.   | Ipurúa             | 6 de enero | 12:00 | 4141   | Jaime Latre          | 2  | 0 |
| Sevilla F. C.         | 1 – 1 | Atlético de Madrid | Sánchez Pizjuán    | 6 de enero | 16:15 | 38.603 | Mateu Lahoz          | 12 | 0 |
| Real Madrid C. F.     | 0 – 2 | Real Sociedad      | Bernabéu           | 6 de enero | 18:30 | 53.412 | Munuera Montero      | 6  | 0 |
| Getafe C. F.          | 1 – 2 | F. C. Barcelona    | Alfonso Pérez      | 6 de enero | 20:45 | 14.721 | Cuadra Fernández     | 7  | 0 |
| R. C. Celta de Vigo   | 1 – 2 | Athletic Club      | Balaídos           | 7 de enero | 21:00 | 13.266 | Martínez Munuera     | 7  | 0 |

| Rayo Vallecano     | 4 – 2 | R. C. Celta de Vigo   | Vallecas            | 11 de enero | 21:00 | 11.465 | Alberola Rojas      | 5  | 0 |
| C. D. Leganés      | 1 – 0 | S. D. Huesca          | Butarque            | 12 de enero | 13:00 | 10.341 | Melero López        | 6  | 0 |
| Valencia C. F.     | 1 – 1 | Real Valladolid C. F. | Mestalla            | 12 de enero | 16:15 | 36.912 | Iglesias Villanueva | 7  | 0 |
| Girona F. C.       | 1 – 1 | Deportivo Alavés      | Montilivi           | 12 de enero | 18:30 | 10.303 | Sánchez Martínez    | 6  | 0 |
| Villarreal C. F.   | 1 – 2 | Getafe C. F.          | La Cerámica         | 12 de enero | 20:45 | 13.671 | Estrada Fernández   | 8  | 0 |
| Atlético de Madrid | 1 – 0 | Levante U. D.         | Wanda Metropolitano | 13 de enero | 12:00 | 57.093 | Prieto Iglesias     | 3  | 0 |
| Athletic Club      | 2 – 0 | Sevilla F. C.         | San Mamés           | 13 de enero | 16:15 | 41.342 | González Fuertes    | 7  | 0 |
| F. C. Barcelona    | 3 – 0 | S. D. Eibar           | Camp Nou            | 13 de enero | 18:30 | 71.039 | Gil Manzano         | 3  | 0 |
| Real Betis         | 1 – 2 | Real Madrid C. F.     | Villamarín          | 13 de enero | 20:45 | 54.187 | Hernández Hernández | 5  | 0 |
| Real Sociedad      | 3 – 2 | R. C. D. Espanyol     | Anoeta              | 14 de enero | 21:00 | 17.266 | Del Cerro Grande    | 11 | 0 |

| Getafe C. F.        | 4 – 0 | Deportivo Alavés      | Alfonso Pérez      | 18 de enero | 21:00 | 8748   | Munuera Montero       | 6  | 0 |
| Real Madrid C. F.   | 2 – 0 | Sevilla F. C.         | Bernabéu           | 19 de enero | 16:15 | 68.232 | Mateu Lahoz           | 5  | 0 |
| S. D. Huesca        | 0 – 3 | Atlético de Madrid    | El Alcoraz         | 19 de enero | 18:30 | 7106   | Cuadra Fernández      | 4  | 0 |
| R. C. Celta de Vigo | 1 – 2 | Valencia C. F.        | Balaídos           | 19 de enero | 20:45 | 15.668 | González González     | 7  | 0 |
| Real Betis          | 3 – 2 | Girona F. C.          | Villamarín         | 20 de enero | 12:00 | 47.218 | Javier Alberola Rojas | 6  | 0 |
| Villarreal C. F.    | 1 – 1 | Athletic Club         | La Cerámica        | 20 de enero | 16:15 | 17.054 | Undiano Mallenco      | 5  | 0 |
| Rayo Vallecano      | 2 – 2 | Real Sociedad         | Vallecas           | 20 de enero | 18:30 | 12.562 | Jaime Latre           | 3  | 0 |
| Levante U. D.       | 2 – 0 | Real Valladolid C. F. | Ciudad de València | 20 de enero | 18:30 | 19.107 | Medié Jiménez         | 11 | 0 |
| F. C. Barcelona     | 3 – 1 | C. D. Leganés         | Camp Nou           | 20 de enero | 20:45 | 50.670 | De Burgos Bengoetxea  | 6  | 0 |
| S. D. Eibar         | 3 – 0 | R. C. D. Espanyol     | Ipurúa             | 21 de enero | 21:00 | 3592   | Martínez Munuera      | 6  | 0 |

| Sevilla F. C.         | 5 – 0 | Levante U. D.       | Sánchez Pizjuán     | 26 de enero | 13:00 | 34.220 | Alberola Rojas      | 3 | 0 |
| Atlético de Madrid    | 2 – 0 | Getafe C. F.        | Wanda Metropolitano | 26 de enero | 16:15 | 55.709 | Iglesias Villanueva | 9 | 0 |
| C. D. Leganés         | 2 – 2 | S. D. Eibar         | Butarque            | 26 de enero | 18:30 | 9341   | Hernández Hernández | 5 | 0 |
| Valencia C. F.        | 3 – 0 | Villarreal C. F.    | Mestalla            | 26 de enero | 20:45 | 37.685 | Estrada Fernández   | 4 | 0 |
| Real Valladolid C. F. | 2 – 1 | R. C. Celta de Vigo | José Zorrilla       | 27 de enero | 12:00 | 18.416 | Sánchez Martínez    | 7 | 0 |
| Girona F. C.          | 0 – 2 | F. C. Barcelona     | Montilivi           | 27 de enero | 16:15 | 14.021 | González Fuertes    | 8 | 0 |
| Athletic Club         | 1 – 0 | Real Betis          | San Mamés           | 27 de enero | 18:30 | 40.282 | Del Cerro Grande    | 6 | 1 |
| Real Sociedad         | 0 – 0 | S. D. Huesca        | Anoeta              | 27 de enero | 18:30 | 21.252 | Prieto Iglesias     | 3 | 0 |
| R. C. D. Espanyol     | 2 – 4 | Real Madrid C. F.   | RCDE Stadium        | 27 de enero | 20:45 | 20.910 | Gil Manzano         | 7 | 1 |
| Deportivo Alavés      | 0 – 1 | Rayo Vallecano      | Mendizorroza        | 28 de enero | 21:00 | 13.982 | Melero López        | 7 | 0 |

| S. D. Huesca        | 4 – 0 | Real Valladolid C. F. | El Alcoraz         | 1 de febrero | 21:00 | 6052   | Munuera Montero      | 8  | 0 |
| Levante U. D.       | 0 – 0 | Getafe C. F.          | Ciudad de València | 2 de febrero | 13:00 | 18.437 | Cordero Vega         | 6  | 0 |
| Real Sociedad       | 2 – 1 | Athletic Club         | Anoeta             | 2 de febrero | 16:15 | 27.073 | Mateu Lahoz          | 2  | 0 |
| F. C. Barcelona     | 2 – 2 | Valencia C. F.        | Camp Nou           | 2 de febrero | 18:30 | 76.789 | Undiano Mallenco     | 3  | 0 |
| R. C. Celta de Vigo | 1 – 0 | Sevilla F. C.         | Balaídos           | 2 de febrero | 20:45 | 17.503 | De Burgos Bengoetxea | 8  | 0 |
| Villarreal C. F.    | 2 – 2 | R. C. D. Espanyol     | La Cerámica        | 3 de febrero | 12:00 | 15.476 | Cuadra Fernández     | 9  | 0 |
| Real Betis          | 1 – 0 | Atlético de Madrid    | Villamarín         | 3 de febrero | 16:15 | 50.864 | Medié Jiménez        | 7  | 0 |
| S. D. Eibar         | 3 – 0 | Girona F. C.          | Ipurúa             | 3 de febrero | 18:30 | 4419   | González González    | 3  | 0 |
| Real Madrid C. F.   | 3 – 0 | Deportivo Alavés      | Bernabéu           | 3 de febrero | 20:45 | 53.132 | Jaime Latre          | 3  | 0 |
| Rayo Vallecano      | 1 – 2 | C. D. Leganés         | Vallecas           | 4 de febrero | 21:00 | 11.435 | Martínez Munuera     | 10 | 1 |

| Real Valladolid C. F. | 0 – 0 | Villarreal C. F.    | José Zorrilla       | 8 de febrero  | 21:00 | 16.842 | Hernández Hernández | 5  | 0 |
| Getafe C. F.          | 3 – 1 | R. C. Celta de Vigo | Alfonso Pérez       | 9 de febrero  | 13:00 | 9918   | González Fuertes    | 6  | 0 |
| Atlético de Madrid    | 1 – 3 | Real Madrid C. F.   | Wanda Metropolitano | 9 de febrero  | 16:15 | 67.752 | Estrada Fernández   | 10 | 0 |
| R. C. D. Espanyol     | 2 – 1 | Rayo Vallecano      | RCDE Stadium        | 9 de febrero  | 18:30 | 22.104 | Prieto Iglesias     | 2  | 0 |
| Girona F. C.          | 0 – 2 | S. D. Huesca        | Montilivi           | 9 de febrero  | 20:45 | 10.662 | Cordero Vega        | 4  | 0 |
| C. D. Leganés         | 3 – 0 | Real Betis          | Butarque            | 10 de febrero | 12:00 | 11.381 | Alberola Rojas      | 6  | 1 |
| Valencia C. F.        | 0 – 0 | Real Sociedad       | Mestalla            | 10 de febrero | 16:15 | 38.885 | Melero López        | 6  | 0 |
| Sevilla F. C.         | 2 – 2 | S. D. Eibar         | Sánchez Pizjuán     | 10 de febrero | 18:30 | 36.343 | Iglesias Villanueva | 6  | 0 |
| Athletic Club         | 0 – 0 | F. C. Barcelona     | San Mamés           | 10 de febrero | 20:45 | 47.557 | Del Cerro Grande    | 6  | 0 |
| Deportivo Alavés      | 2 – 0 | Levante U. D.       | Mendizorroza        | 11 de febrero | 21:00 | 13.691 | Undiano Mallenco    | 5  | 0 |

| S. D. Eibar         | 2 – 2 | Getafe C. F.          | Ipurúa      | 15 de febrero | 21:00 | 4449   | Medié Jiménez        | 3 | 0 |
| R. C. Celta de Vigo | 1 – 4 | Levante U. D.         | Balaídos    | 16 de febrero | 13:00 | 15.479 | Jaime Latre          | 2 | 1 |
| Rayo Vallecano      | 0 – 1 | Atlético de Madrid    | Vallecas    | 16 de febrero | 16:15 | 13.880 | Gil Manzano          | 1 | 0 |
| Real Sociedad       | 3 – 0 | C. D. Leganés         | Anoeta      | 16 de febrero | 18:30 | 22.997 | Munuera Montero      | 6 | 0 |
| F. C. Barcelona     | 1 – 0 | Real Valladolid C. F. | Camp Nou    | 16 de febrero | 20:45 | 67.435 | Martínez Munuera     | 4 | 0 |
| Real Madrid C. F.   | 1 – 2 | Girona F. C.          | Bernabéu    | 17 de febrero | 12:00 | 68.099 | Cuadra Fernández     | 5 | 0 |
| Valencia C. F.      | 0 – 0 | R. C. D. Espanyol     | Mestalla    | 17 de febrero | 16:15 | 39.564 | De Burgos Bengoetxea | 6 | 0 |
| Villarreal C. F.    | 3 – 0 | Sevilla F. C.         | La Cerámica | 17 de febrero | 18:30 | 17.402 | González González    | 5 | 0 |
| Real Betis          | 1 – 1 | Deportivo Alavés      | Villamarín  | 17 de febrero | 20:45 | 43.455 | Mateu Lahoz          | 4 | 0 |
| S. D. Huesca        | 0 – 1 | Athletic Club         | El Alcoraz  | 18 de febrero | 21:00 | 6729   | Sánchez Martínez     | 6 | 0 |

| R. C. D. Espanyol     | 1 – 1 | S. D. Huesca        | RCDE Stadium        | 22 de febrero | 21:00 | 20.078 | Hernández Hernández | 6 | 0 |
| Getafe C. F.          | 2 – 1 | Rayo Vallecano      | Alfonso Pérez       | 23 de febrero | 13:00 | 11.207 | Alberola Rojas      | 3 | 0 |
| Sevilla F. C.         | 2 – 4 | F. C. Barcelona     | Sánchez Pizjuán     | 23 de febrero | 16:15 | 40.661 | Mateu Lahoz         | 7 | 0 |
| Deportivo Alavés      | 0 – 0 | R. C. Celta de Vigo | Mendizorroza        | 23 de febrero | 18:30 | 18.882 | Del Cerro Grande    | 4 | 0 |
| Athletic Club         | 1 – 0 | S. D. Eibar         | San Mamés           | 23 de febrero | 20:45 | 43.363 | Melero López        | 7 | 0 |
| C. D. Leganés         | 1 – 1 | Valencia C. F.      | Butarque            | 24 de febrero | 12:00 | 11.425 | Estrada Fernández   | 8 | 0 |
| Atlético de Madrid    | 2 – 0 | Villarreal C. F.    | Wanda Metropolitano | 24 de febrero | 16:15 | 59.114 | Undiano Mallenco    | 3 | 0 |
| Real Valladolid C. F. | 0 – 2 | Real Betis          | José Zorrilla       | 24 de febrero | 18:30 | 20.125 | González Fuertes    | 3 | 0 |
| Levante U. D.         | 1 – 2 | Real Madrid C. F.   | Ciudad de València  | 24 de febrero | 20:45 | 23.018 | Iglesias Villanueva | 8 | 0 |
| Girona F. C.          | 0 – 0 | Real Sociedad       | Montilivi           | 25 de febrero | 21:00 | 10.170 | Prieto Iglesias     | 5 | 0 |

| Rayo Vallecano    | 0 – 2 | Girona F. C.          | Vallecas     | 1 de marzo | 21:00 | 12.087 | Jaime Latre          | 7  | 1 |
| R. C. D. Espanyol | 3 – 1 | Real Valladolid C. F. | RCDE Stadium | 2 de marzo | 13:00 | 20.467 | Cordero Vega         | 4  | 0 |
| Villarreal C. F.  | 1 – 2 | Deportivo Alavés      | La Cerámica  | 2 de marzo | 16:15 | 15.488 | Munuera Montero      | 5  | 0 |
| S. D. Huesca      | 2 – 1 | Sevilla F. C.         | El Alcoraz   | 2 de marzo | 18:30 | 6818   | De Burgos Bengoetxea | 9  | 0 |
| Real Madrid C. F. | 0 – 1 | F. C. Barcelona       | Bernabéu     | 2 de marzo | 20:45 | 78.921 | Undiano Mallenco     | 5  | 0 |
| S. D. Eibar       | 1 – 0 | R. C. Celta de Vigo   | Ipurúa       | 3 de marzo | 12:00 | 4682   | Cuadra Fernández     | 2  | 0 |
| Real Betis        | 1 – 2 | Getafe C. F.          | Villamarín   | 3 de marzo | 16:15 | 46.657 | Martínez Munuera     | 3  | 0 |
| Real Sociedad     | 0 – 2 | Atlético de Madrid    | Anoeta       | 3 de marzo | 18:30 | 26.004 | González González    | 5  | 0 |
| Valencia C. F.    | 2 – 0 | Athletic Club         | Mestalla     | 3 de marzo | 20:45 | 39.041 | Medié Jiménez        | 3  | 0 |
| C. D. Leganés     | 1 – 0 | Levante U. D.         | Butarque     | 4 de marzo | 21:00 | 9758   | Gil Manzano          | 10 | 0 |

| Athletic Club         | 1 – 1 | R. C. D. Espanyol | San Mamés           | 8 de marzo  | 21:00 | 38.453 | González Fuertes    | 8 | 0 |
| Deportivo Alavés      | 1 – 1 | S. D. Eibar       | Mendizorroza        | 9 de marzo  | 13:00 | 18.793 | Alberola Rojas      | 2 | 0 |
| Atlético de Madrid    | 1 – 0 | C. D. Leganés     | Wanda Metropolitano | 9 de marzo  | 16:15 | 58.321 | Mateu Lahoz         | 4 | 0 |
| F. C. Barcelona       | 3 – 1 | Rayo Vallecano    | Camp Nou            | 9 de marzo  | 18:30 | 74.158 | Melero López        | 3 | 0 |
| Getafe C. F.          | 2 – 1 | S. D. Huesca      | Alfonso Pérez       | 9 de marzo  | 20:45 | 10.882 | Prieto Iglesias     | 4 | 0 |
| R. C. Celta de Vigo   | 0 – 1 | Real Betis        | Balaídos            | 10 de marzo | 12:00 | 18.005 | Estrada Fernández   | 3 | 0 |
| Girona F. C.          | 2 – 3 | Valencia C. F.    | Montilivi           | 10 de marzo | 16:15 | 11.502 | Del Cerro Grande    | 5 | 0 |
| Levante U. D.         | 0 – 2 | Villarreal C. F.  | Ciudad de València  | 10 de marzo | 18:30 | 20.149 | Sánchez Martínez    | 8 | 0 |
| Sevilla F. C.         | 5 – 2 | Real Sociedad     | Sánchez Pizjuán     | 10 de marzo | 18:30 | 35.813 | Iglesias Villanueva | 4 | 0 |
| Real Valladolid C. F. | 1 – 4 | Real Madrid C. F. | José Zorrilla       | 10 de marzo | 20:45 | 21.914 | Gil Manzano         | 6 | 0 |

| Real Sociedad     | 1 – 1 | Levante U. D.         | Anoeta       | 15 de marzo | 21:00 | 20.605 | Cordero Vega         | 4 | 0 |
| S. D. Huesca      | 1 – 3 | Deportivo Alavés      | El Alcoraz   | 16 de marzo | 13:00 | 6811   | Undiano Mallenco     | 4 | 0 |
| Real Madrid C. F. | 2 – 0 | R. C. Celta de Vigo   | Bernabéu     | 16 de marzo | 16:15 | 65.054 | Martínez Munuera     | 1 | 0 |
| Athletic Club     | 2 – 0 | Atlético de Madrid    | San Mamés    | 16 de marzo | 18:30 | 39.659 | Jaime Latre          | 4 | 0 |
| C. D. Leganés     | 0 – 2 | Girona F. C.          | Butarque     | 16 de marzo | 20:45 | 9873   | Munuera Montero      | 9 | 0 |
| S. D. Eibar       | 1 – 2 | Real Valladolid C. F. | Ipurúa       | 17 de marzo | 12:00 | 4508   | Medié Jiménez        | 5 | 0 |
| R. C. D. Espanyol | 0 – 1 | Sevilla F. C.         | RCDE Stadium | 17 de marzo | 16:15 | 20.219 | Cuadra Fernández     | 6 | 0 |
| Valencia C. F.    | 0 – 0 | Getafe C. F.          | Mestalla     | 17 de marzo | 18:30 | 41.778 | Sánchez Martínez     | 7 | 0 |
| Villarreal C. F.  | 3 – 1 | Rayo Vallecano        | La Cerámica  | 17 de marzo | 18:30 | 17.117 | González González    | 6 | 0 |
| Real Betis        | 1 – 4 | F. C. Barcelona       | Villamarín   | 17 de marzo | 20:45 | 54.172 | De Burgos Bengoetxea | 3 | 0 |

| Girona F. C.          | 1 – 2 | Athletic Club      | Montilivi          | 29 de marzo | 21:00 | 10.652 | Sánchez Martínez  | 6 | 0 |
| Getafe C. F.          | 0 – 2 | C. D. Leganés      | Alfonso Pérez      | 30 de marzo | 13:00 | 12.705 | González Fuertes  | 7 | 0 |
| F. C. Barcelona       | 2 – 0 | R. C. D. Espanyol  | Camp Nou           | 30 de marzo | 16:15 | 92.795 | Del Cerro Grande  | 4 | 0 |
| R. C. Celta de Vigo   | 3 – 2 | Villarreal C. F.   | Balaídos           | 30 de marzo | 18:30 | 22.315 | Gil Manzano       | 4 | 0 |
| Deportivo Alavés      | 0 – 4 | Atlético de Madrid | Mendizorroza       | 30 de marzo | 20:45 | 16.665 | Melero López      | 4 | 0 |
| Levante U. D.         | 2 – 2 | S. D. Eibar        | Ciudad de València | 31 de marzo | 12:00 | 16.179 | Prieto Iglesias   | 3 | 0 |
| Rayo Vallecano        | 1 – 1 | Real Betis         | Vallecas           | 31 de marzo | 14:00 | 12.310 | Mateu Lahoz       | 8 | 1 |
| Sevilla F. C.         | 0 – 1 | Valencia C. F.     | Sánchez Pizjuán    | 31 de marzo | 16:15 | 38.450 | González González | 4 | 0 |
| Real Valladolid C. F. | 1 – 1 | Real Sociedad      | José Zorrilla      | 31 de marzo | 18:30 | 18.775 | Alberola Rojas    | 5 | 0 |
| Real Madrid C. F.     | 3 – 2 | S. D. Huesca       | Bernabéu           | 31 de marzo | 20:45 | 49.269 | Estrada Fernández | 4 | 0 |

| Atlético de Madrid | 2 – 0 | Girona F. C.          | Wanda Metropolitano | 2 de abril | 19:30 | 40.863 | Iglesias Villanueva  | 1  | 0 |
| R. C. D. Espanyol  | 1 – 1 | Getafe C. F.          | RCDE Stadium        | 2 de abril | 20:30 | 16.322 | De Burgos Bengoetxea | 7  | 0 |
| Villarreal C. F.   | 4 – 4 | F. C. Barcelona       | La Cerámica         | 2 de abril | 21:30 | 19.515 | Hernández Hernández  | 11 | 0 |
| Athletic Club      | 3 – 2 | Levante U. D.         | San Mamés           | 3 de abril | 19:30 | 36.450 | Munuera Montero      | 10 | 0 |
| S. D. Eibar        | 2 – 1 | Rayo Vallecano        | Ipurúa              | 3 de abril | 20:30 | 3940   | Undiano Mallenco     | 4  | 0 |
| S. D. Huesca       | 3 – 3 | R. C. Celta de Vigo   | El Alcoraz          | 3 de abril | 20:30 | 6552   | Cordero Vega         | 5  | 0 |
| Valencia C. F.     | 2 – 1 | Real Madrid C. F.     | Mestalla            | 3 de abril | 21:30 | 44.274 | Jaime Latre          | 4  | 0 |
| Sevilla F. C.      | 2 – 0 | Deportivo Alavés      | Sánchez Pizjuán     | 4 de abril | 19:30 | 33.212 | Martínez Munuera     | 7  | 0 |
| C. D. Leganés      | 1 – 0 | Real Valladolid C. F. | Butarque            | 4 de abril | 20:30 | 10.185 | Cuadra Fernández     | 4  | 0 |
| Real Sociedad      | 2 – 1 | Real Betis            | Anoeta              | 4 de abril | 21:30 | 16.417 | Medié Jiménez        | 5  | 0 |

| Girona F. C.          | 1 – 2                                                                                                   | R. C. D. Espanyol  | Montilivi          | 6 de abril | 13:00 | 11.393 | Prieto Iglesias   | 7  | 0 |
| Real Madrid C. F.     | 2 – 1                                                                                                   | S. D. Eibar        | Bernabéu           | 6 de abril | 16:15 | 50.284 | González Fuertes  | 1  | 0 |
| Rayo Vallecano        | 2 – 0                                                                                                   | Valencia C. F.     | Vallecas           | 6 de abril | 18:30 | 11.320 | Alberola Rojas    | 5  | 0 |
| F. C. Barcelona       | 2 – 0                                                                                                   | Atlético de Madrid | Camp Nou           | 6 de abril | 20:45 | 92.453 | Gil Manzano       | 7  | 1 |
| Deportivo Alavés      | 1 – 1                                                                                                   | C. D. Leganés      | Mendizorroza       | 7 de abril | 12:00 | 16.783 | Mateu Lahoz       | 10 | 0 |
| Getafe C. F.          | 1 – 0                                                                                                   | Athletic Club      | Alfonso Pérez      | 7 de abril | 14:00 | 11.617 | González González | 3  | 0 |
| Real Valladolid C. F. | 0 – 2                                                                                                   | Sevilla F. C.      | José Zorrilla      | 7 de abril | 16:15 | 17.989 | Sánchez Martínez  | 6  | 0 |
| Levante U. D.         | 2 – 2 (enlace roto disponible en Internet Archive; véase el historial, la primera versión y la última). | S. D. Huesca       | Ciudad de València | 7 de abril | 18:30 | 19.824 | Del Cerro Grande  | 6  | 0 |
| R. C. Celta de Vigo   | 3 – 1                                                                                                   | Real Sociedad      | Balaídos           | 7 de abril | 18:30 | 20.519 | Melero López      | 3  | 1 |
| Real Betis            | 2 – 1                                                                                                   | Villarreal C. F.   | Villamarín         | 7 de abril | 20:45 | 28.475 | Estrada Fernández | 8  | 0 |

| R. C. D. Espanyol     | 2 – 1 | Deportivo Alavés    | RCDE Stadium        | 13 de abril | 13:00 | 18.143 | Iglesias Villanueva  | 5 | 0 |
| S. D. Huesca          | 0 – 0 | F. C. Barcelona     | El Alcoraz          | 13 de abril | 16:15 | 7332   | Cuadra Fernández     | 3 | 0 |
| Atlético de Madrid    | 2 – 0 | R. C. Celta de Vigo | Wanda Metropolitano | 13 de abril | 18:30 | 55.269 | De Burgos Bengoetxea | 4 | 0 |
| Sevilla F. C.         | 3 – 2 | Real Betis          | Sánchez Pizjuán     | 13 de abril | 20:45 | 42.885 | Hernández Hernández  | 9 | 0 |
| Real Valladolid C. F. | 2 – 2 | Getafe C. F.        | José Zorrilla       | 14 de abril | 12:00 | 16.909 | Munuera Montero      | 8 | 0 |
| Athletic Club         | 3 – 2 | Rayo Vallecano      | San Mamés           | 14 de abril | 14:00 | 38.732 | Martínez Munuera     | 4 | 0 |
| Real Sociedad         | 1 – 1 | S. D. Eibar         | Anoeta              | 14 de abril | 16:15 | 24.308 | Jaime Latre          | 4 | 0 |
| Girona F. C.          | 0 – 1 | Villarreal C. F.    | Montilivi           | 14 de abril | 18:30 | 11.535 | Cordero Vega         | 7 | 0 |
| Valencia C. F.        | 3 – 1 | Levante U. D.       | Mestalla            | 14 de abril | 20:45 | 42.120 | Undiano Mallenco     | 4 | 0 |
| C. D. Leganés         | 1 – 1 | Real Madrid C. F.   | Butarque            | 15 de abril | 21:00 | 12.118 | Medié Jiménez        | 3 | 0 |

| Deportivo Alavés    | 2 – 2 | Real Valladolid C. F. | Mendizorroza       | 19 de abril | 21:00 | 13.568 | Estrada Fernández | 8 | 0 |
| R. C. Celta de Vigo | 2 – 1 | Girona F. C.          | Balaídos           | 20 de abril | 13:00 | 20.546 | Del Cerro Grande  | 3 | 0 |
| S. D. Eibar         | 0 – 1 | Atlético de Madrid    | Ipurúa             | 20 de abril | 16:15 | 4750   | Alberola Rojas    | 4 | 0 |
| Rayo Vallecano      | 0 – 0 | S. D. Huesca          | Vallecas           | 20 de abril | 18:30 | 10.542 | González González | 6 | 0 |
| F. C. Barcelona     | 2 – 1 | Real Sociedad         | Camp Nou           | 20 de abril | 20:45 | 75.470 | González Fuertes  | 1 | 0 |
| Levante U. D.       | 2 – 2 | R. C. D. Espanyol     | Ciudad de València | 21 de abril | 12:00 | 16.876 | Gil Manzano       | 5 | 0 |
| Getafe C. F.        | 3 – 0 | Sevilla F. C.         | Alfonso Pérez      | 21 de abril | 14:00 | 11.495 | Mateu Lahoz       | 9 | 1 |
| Real Madrid C. F.   | 3 – 0 | Athletic Club         | Bernabéu           | 21 de abril | 16:15 | 59.815 | Melero López      | 6 | 0 |
| Villarreal C. F.    | 2 – 1 | C. D. Leganés         | La Cerámica        | 21 de abril | 18:30 | 14.753 | Prieto Iglesias   | 3 | 0 |
| Real Betis          | 1 – 2 | Valencia C. F.        | Villamarín         | 21 de abril | 20:45 | 42.508 | Sánchez Martínez  | 6 | 0 |

| S. D. Huesca          | 2 – 0 | S. D. Eibar         | El Alcoraz          | 23 de abril | 19:30 | 6157   | Medié Jiménez        | 5 | 0 |
| Real Valladolid C. F. | 1 – 0 | Girona F. C.        | José Zorrilla       | 23 de abril | 20:30 | 19.106 | Martínez Munuera     | 7 | 0 |
| Deportivo Alavés      | 0 – 2 | F. C. Barcelona     | Mendizorroza        | 23 de abril | 21:30 | 18.735 | Cordero Vega         | 4 | 0 |
| Atlético de Madrid    | 3 – 2 | Valencia C. F.      | Wanda Metropolitano | 24 de abril | 19:30 | 43.531 | Hernández Hernández  | 6 | 0 |
| R. C. D. Espanyol     | 1 – 1 | R. C. Celta de Vigo | RCDE Stadium        | 24 de abril | 20:30 | 15.680 | Undiano Mallenco     | 3 | 0 |
| C. D. Leganés         | 0 – 1 | Athletic Club       | Butarque            | 24 de abril | 20:30 | 4155   | Iglesias Villanueva  | 2 | 0 |
| Levante U. D.         | 4 – 0 | Real Betis          | Ciudad de València  | 24 de abril | 21:30 | 20.394 | Jaime Latre          | 5 | 0 |
| Sevilla F. C.         | 5 – 0 | Rayo Vallecano      | Sánchez Pizjuán     | 25 de abril | 19:30 | 32.636 | Cuadra Fernández     | 3 | 0 |
| Real Sociedad         | 0 – 1 | Villarreal C. F.    | Anoeta              | 25 de abril | 20:30 | 20.060 | Munuera Montero      | 5 | 0 |
| Getafe C. F.          | 0 – 0 | Real Madrid C. F.   | Alfonso Pérez       | 25 de abril | 21:30 | 13.135 | De Burgos Bengoetxea | 4 | 0 |

| Athletic Club       | 1 – 1 | Deportivo Alavés      | San Mamés           | 27 de abril | 13:00 | 40.402 | Gil Manzano          | 4 | 0 |
| Atlético de Madrid  | 1 – 0 | Real Valladolid C. F. | Wanda Metropolitano | 27 de abril | 16:15 | 53.123 | Melero López         | 4 | 0 |
| C. D. Leganés       | 0 – 0 | R. C. Celta de Vigo   | Butarque            | 27 de abril | 18:30 | 10.324 | Martínez Munuera     | 1 | 0 |
| F. C. Barcelona (C) | 1 – 0 | Levante U. D.         | Camp Nou            | 27 de abril | 20:45 | 91.917 | De Burgos Bengoetxea | 7 | 0 |
| Valencia C. F.      | 0 – 1 | S. D. Eibar           | Mestalla            | 28 de abril | 12:00 | 35.393 | Estrada Fernández    | 5 | 0 |
| Girona F. C.        | 1 – 0 | Sevilla F. C.         | Montilivi           | 28 de abril | 14:00 | 11.281 | González González    | 3 | 1 |
| Real Sociedad       | 2 – 1 | Getafe C. F.          | Anoeta              | 28 de abril | 16:15 | 19.386 | Prieto Iglesias      | 5 | 0 |
| Villarreal C. F.    | 1 – 1 | S. D. Huesca          | La Cerámica         | 28 de abril | 18:30 | 17.901 | Sánchez Martínez     | 7 | 1 |
| Rayo Vallecano      | 1 – 0 | Real Madrid C. F.     | Vallecas            | 28 de abril | 20:45 | 13.273 | González Fuertes     | 7 | 0 |
| Real Betis          | 1 – 1 | R. C. D. Espanyol     | Villamarín          | 29 de abril | 21:00 | 30.561 | Del Cerro Grande     | 5 | 0 |

| Sevilla F. C.         | 0 – 3 | C. D. Leganés      | Sánchez Pizjuán    | 3 de mayo | 21:00 | 32.797 | Undiano Mallenco    | 2 | 0 |
| Levante U. D.         | 4 – 1 | Rayo Vallecano     | Ciudad de València | 4 de mayo | 13:00 | 19.868 | Estrada Fernández   | 5 | 0 |
| R. C. D. Espanyol     | 3 – 0 | Atlético de Madrid | RCDE Stadium       | 4 de mayo | 16:15 | 20.207 | Munuera Montero     | 3 | 0 |
| Deportivo Alavés      | 0 – 1 | Real Sociedad      | Mendizorroza       | 4 de mayo | 18:30 | 18.509 | Alberola Rojas      | 4 | 0 |
| R. C. Celta de Vigo   | 2 – 0 | F. C. Barcelona    | Balaídos           | 4 de mayo | 20:45 | 22.519 | Sánchez Martínez    | 6 | 0 |
| Getafe C. F.          | 2 – 0 | Girona F. C.       | Alfonso Pérez      | 5 de mayo | 12:00 | 10.615 | Hernández Hernández | 6 | 1 |
| S. D. Eibar           | 1 – 0 | Real Betis         | Ipurúa             | 5 de mayo | 14:00 | 4725   | Iglesias Villanueva | 5 | 0 |
| Real Madrid C. F.     | 3 – 2 | Villarreal C. F.   | Bernabéu           | 5 de mayo | 16:15 | 46.294 | Gil Manzano         | 3 | 0 |
| Real Valladolid C. F. | 1 – 0 | Athletic Club      | José Zorrilla      | 5 de mayo | 18:30 | 22.151 | Mateu Lahoz         | 9 | 0 |
| S. D. Huesca          | 2 – 6 | Valencia C. F.     | El Alcoraz         | 5 de mayo | 20:45 | 6378   | Del Cerro Grande    | 3 | 0 |

| Athletic Club      | 3 – 1 | R. C. Celta de Vigo   | San Mamés           | 12 de mayo | 18:30 | 42.494 | Estrada Fernández    | 7 | 0 |
| Atlético de Madrid | 1 – 1 | Sevilla F. C.         | Wanda Metropolitano | 12 de mayo | 18:30 | 60.234 | De Burgos Bengoetxea | 9 | 0 |
| F. C. Barcelona    | 2 – 0 | Getafe C. F.          | Camp Nou            | 12 de mayo | 18:30 | 57.088 | González González    | 4 | 0 |
| Real Betis         | 2 – 1 | S. D. Huesca          | Villamarín          | 12 de mayo | 18:30 | 28.078 | Cordero Vega         | 8 | 1 |
| Girona F. C.       | 1 – 2 | Levante U. D.         | Montilivi           | 12 de mayo | 18:30 | 13.342 | Del Cerro Grande     | 5 | 0 |
| Rayo Vallecano     | 1 – 2 | Real Valladolid C. F. | Vallecas            | 12 de mayo | 18:30 | 10.040 | Sánchez Martínez     | 4 | 0 |
| Valencia C. F.     | 3 – 1 | Deportivo Alavés      | Mestalla            | 12 de mayo | 18:30 | 37.744 | Cuadra Fernández     | 7 | 0 |
| Villarreal C. F.   | 1 – 0 | S. D. Eibar           | La Cerámica         | 12 de mayo | 18:30 | 17.901 | González Fuertes     | 5 | 0 |
| C. D. Leganés      | 0 – 2 | R. C. D. Espanyol     | Butarque            | 12 de mayo | 18:30 | 10.597 | Melero López         | 5 | 0 |
| Real Sociedad      | 3 – 1 | Real Madrid C. F.     | Anoeta              | 12 de mayo | 18:30 | 27.322 | Martínez Munuera     | 3 | 1 |

| Levante U. D.         | 2 – 2 | Atlético de Madrid | Ciudad de València | 18 de mayo | 13:00 | 20.575 | Iglesias Villanueva  | 1 | 1 |
| R. C. D. Espanyol     | 2 – 0 | Real Sociedad      | RCDE Stadium       | 18 de mayo | 16:15 | 26.568 | Jaime Latre          | 4 | 0 |
| Getafe C. F.          | 2 – 2 | Villarreal C. F.   | Alfonso Pérez      | 18 de mayo | 16:15 | 13.579 | Estrada Fernández    | 5 | 0 |
| Sevilla F. C.         | 2 – 0 | Athletic Club      | Sánchez Pizjuán    | 18 de mayo | 16:15 | 28.060 | Sánchez Martínez     | 6 | 0 |
| Real Valladolid C. F. | 0 – 2 | Valencia C. F.     | José Zorrilla      | 18 de mayo | 16:15 | 23.455 | De Burgos Bengoetxea | 4 | 0 |
| Deportivo Alavés      | 2 – 1 | Girona F. C.       | Mendizorroza       | 18 de mayo | 20:45 | 11.549 | Melero López         | 6 | 0 |
| R. C. Celta de Vigo   | 2 – 2 | Rayo Vallecano     | Balaídos           | 18 de mayo | 20:45 | 21.607 | Mateu Lahoz          | 4 | 0 |
| S. D. Huesca          | 2 – 1 | C. D. Leganés      | El Alcoraz         | 18 de mayo | 20:45 | 5575   | Alberola Rojas       | 1 | 0 |
| Real Madrid C. F.     | 0 – 2 | Real Betis         | Bernabéu           | 19 de mayo | 12:00 | 56.900 | Undiano Mallenco     | 5 | 0 |
| S. D. Eibar           | 2 – 2 | F. C. Barcelona    | Ipurúa             | 19 de mayo | 16:15 | 5145   | Munuera Montero      | 6 | 0 |

### Tabla de resultados cruzados
| Local \ Visitante   | ALA | ATH | ATM | BAR | BET | CEL | EIB | ESP | GET | GIR | HUE | LEG | LEV | RAY | RMA | RSO | SEV | VAL | VLL | VIL |
| ------------------- | --- | --- | --- | --- | --- | --- | --- | --- | --- | --- | --- | --- | --- | --- | --- | --- | --- | --- | --- | --- |
| Deportivo Alavés    | —   | 0–0 | 0–4 | 0–2 | 0–0 | 0–3 | 1–1 | 2–1 | 1–1 | 2–1 | 2–1 | 1–1 | 2–0 | 0–1 | 1–0 | 0–1 | 1–1 | 2–1 | 2–2 | 2–1 |
| Athletic Club       | 1–1 | —   | 2–0 | 0–0 | 1–0 | 3–1 | 1–0 | 1–1 | 1–1 | 1–0 | 2–2 | 2–1 | 3–2 | 3–2 | 1–1 | 1–3 | 2–0 | 0–0 | 1–1 | 0–3 |
| Atlético de Madrid  | 3–0 | 3–2 | —   | 1–1 | 1–0 | 2–0 | 1–1 | 1–0 | 2–0 | 2–0 | 3–0 | 1–0 | 1–0 | 1–0 | 1–3 | 2–0 | 1–1 | 3–2 | 1–0 | 2–0 |
| F. C. Barcelona     | 3–0 | 1–1 | 2–0 | —   | 3–4 | 2–0 | 3–0 | 2–0 | 2–0 | 2–2 | 8–2 | 3–1 | 1–0 | 3–1 | 5–1 | 2–1 | 4–2 | 2–2 | 1–0 | 2–0 |
| Real Betis Balompié | 1–1 | 2–2 | 1–0 | 1–4 | —   | 3–3 | 1–1 | 1–1 | 1–2 | 3–2 | 2–1 | 1–0 | 0–3 | 2–0 | 1–2 | 1–0 | 1–0 | 1–2 | 0–1 | 2–1 |
| R. C. Celta de Vigo | 0–1 | 1–2 | 2–0 | 2–0 | 0–1 | —   | 4–0 | 1–1 | 1–1 | 2–1 | 2–0 | 0–0 | 1–4 | 2–2 | 2–4 | 3–1 | 1–0 | 1–2 | 3–3 | 3–2 |
| S. D. Eibar         | 2–1 | 1–1 | 0–1 | 2–2 | 1–0 | 1–0 | —   | 3–0 | 2–2 | 3–0 | 1–2 | 1–0 | 4–4 | 2–1 | 3–0 | 2–1 | 1–3 | 1–1 | 1–2 | 0–0 |
| R. C. D. Espanyol   | 2–1 | 1–0 | 3–0 | 0–4 | 1–3 | 1–1 | 1–0 | —   | 1–1 | 1–3 | 1–1 | 1–0 | 1–0 | 2–1 | 2–4 | 2–0 | 0–1 | 2–0 | 3–1 | 3–1 |
| Getafe C. F.        | 4–0 | 1–0 | 0–2 | 1–2 | 2–0 | 3–1 | 2–0 | 3–0 | —   | 2–0 | 2–1 | 0–2 | 0–1 | 2–1 | 0–0 | 1–0 | 3–0 | 0–1 | 0–0 | 2–2 |
| Girona F. C.        | 1–1 | 1–2 | 1–1 | 0–2 | 0–1 | 3–2 | 2–3 | 1–2 | 1–1 | —   | 0–2 | 0–0 | 1–2 | 2–1 | 1–4 | 0–0 | 1–0 | 2–3 | 0–0 | 0–1 |
| S. D. Huesca        | 1–3 | 0–1 | 0–3 | 0–0 | 2–1 | 3–3 | 2–0 | 0–2 | 1–1 | 1–1 | —   | 2–1 | 2–2 | 0–1 | 0–1 | 0–1 | 2–1 | 2–6 | 4–0 | 2–2 |
| C. D. Leganés       | 1–0 | 0–1 | 1–1 | 2–1 | 3–0 | 0–0 | 2–2 | 0–2 | 1–1 | 0–2 | 1–0 | —   | 1–0 | 1–0 | 1–1 | 2–2 | 1–1 | 1–1 | 1–0 | 0–1 |
| Levante U. D.       | 2–1 | 3–0 | 2–2 | 0–5 | 4–0 | 1–2 | 2–2 | 2–2 | 0–0 | 2–2 | 2–2 | 2–0 | —   | 4–1 | 1–2 | 1–3 | 2–6 | 2–2 | 2–0 | 0–2 |
| Rayo Vallecano      | 1–5 | 1–1 | 0–1 | 2–3 | 1–1 | 4–2 | 1–0 | 2–2 | 1–2 | 0–2 | 0–0 | 1–2 | 2–1 | —   | 1–0 | 2–2 | 1–4 | 2–0 | 1–2 | 2–2 |
| Real Madrid C. F.   | 3–0 | 3–0 | 0–0 | 0–1 | 0–2 | 2–0 | 2–1 | 1–0 | 2–0 | 1–2 | 3–2 | 4–1 | 1–2 | 1–0 | —   | 0–2 | 2–0 | 2–0 | 2–0 | 3–2 |
| Real Sociedad       | 0–1 | 2–1 | 0–2 | 1–2 | 2–1 | 2–1 | 1–1 | 3–2 | 2–1 | 0–0 | 0–0 | 3–0 | 1–1 | 2–2 | 3–1 | —   | 0–0 | 0–1 | 1–2 | 0–1 |
| Sevilla F. C.       | 2–0 | 2–0 | 1–1 | 2–4 | 3–2 | 2–1 | 2–2 | 2–1 | 0–2 | 2–0 | 2–1 | 0–3 | 5–0 | 5–0 | 3–0 | 5–2 | —   | 0–1 | 1–0 | 0–0 |
| Valencia C. F.      | 3–1 | 2–0 | 1–1 | 1–1 | 0–0 | 1–1 | 0–1 | 0–0 | 0–0 | 0–1 | 2–1 | 1–1 | 3–1 | 3–0 | 2–1 | 0–0 | 1–1 | —   | 1–1 | 3–0 |
| Real Valladolid     | 0–1 | 1–0 | 2–3 | 0–1 | 0–2 | 2–1 | 0–0 | 1–1 | 2–2 | 1–0 | 1–0 | 2–4 | 2–1 | 0–1 | 1–4 | 1–1 | 0–2 | 0–2 | —   | 0–0 |
| Villarreal C. F.    | 1–2 | 1–1 | 1–1 | 4–4 | 2–1 | 2–3 | 1–0 | 2–2 | 1–2 | 0–1 | 1–1 | 2–1 | 1–1 | 3–1 | 2–2 | 1–2 | 3–0 | 0–0 | 0–1 | —   |

## Estadísticas

### Tabla de goleadores
| Pos. | Jugador           | Goles | Part. | Prom. | Min. | M/G | T.P. | Club                | Nota(s)                                                                         |
| ---- | ----------------- | ----- | ----- | ----- | ---- | --- | ---- | ------------------- | ------------------------------------------------------------------------------- |
| 1    | Lionel Messi      | 36    | 34    | 1.06  | 2710 | 75  | 36   | F. C. Barcelona     | Trofeo Pichichi; Trofeo Alfredo Di Stéfano                                      |
| 2    | Luis Suárez       | 21    | 33    | 0.64  | 2827 | 135 | 21   | F. C. Barcelona     |                                                                                 |
| 2    | Karim Benzema     | 21    | 36    | 0.58  | 2961 | 141 | 21   | Real Madrid C. F.   |                                                                                 |
| 4    | Iago Aspas        | 20    | 27    | 0.74  | 2258 | 113 | 20   | R. C. Celta de Vigo | Trofeo Zarra                                                                    |
| 5    | Christian Stuani  | 19    | 32    | 0.59  | 2731 | 144 | 19   | Girona F. C.        |                                                                                 |
| 6    | Wissam Ben Yedder | 18    | 35    | 0.51  | 2819 | 157 | 18   | Sevilla F. C.       |                                                                                 |
| 7    | Borja Iglesias    | 17    | 37    | 0.46  | 3081 | 181 | 17   | R. C. D. Espanyol   |                                                                                 |
| 8    | Antoine Griezmann | 15    | 37    | 0.41  | 3202 | 213 | 15   | Atlético de Madrid  |                                                                                 |
| 9    | Charles Dias      | 14    | 34    | 0.41  | 1734 | 124 | 14   | S. D. Eibar         |                                                                                 |
| 9    | Jaime Mata        | 14    | 34    | 0.41  | 2436 | 174 | 14   | Getafe C. F.        |                                                                                 |
| 9    | Jorge Molina      | 14    | 38    | 0.37  | 2647 | 189 | 14   | Getafe C. F.        |                                                                                 |
| 9    | Raúl de Tomás     | 14    | 33    | 0.42  | 2818 | 201 | 14   | Rayo Vallecano      |                                                                                 |
| 13   | Roger Martí       | 13    | 31    | 0.42  | 1894 | 146 | 13   | Levante U. D.       |                                                                                 |
| 13   | Maxi Gómez        | 13    | 35    | 0.37  | 2961 | 228 | 13   | R. C. Celta de Vigo |                                                                                 |
| 13   | Iñaki Williams    | 13    | 38    | 0.34  | 3036 | 234 | 13   | Athletic Club       |                                                                                 |
| 13   | Mikel Oyarzabal   | 13    | 37    | 0.35  | 3159 | 243 | 13   | Real Sociedad       |                                                                                 |
| 17   | Pablo Sarabia     | 12    | 33    | 0.36  | 2728 | 227 | 13   | Sevilla F. C.       | Marca concede a Sarabia, el gol que LaLiga atribuye a Lenglet en propia puerta. |
| 17   | José Morales      | 12    | 37    | 0.32  | 3197 | 266 | 12   | Levante U. D.       |                                                                                 |
| 19   | Willian José      | 11    | 31    | 0.35  | 2374 | 216 | 11   | Real Sociedad       |                                                                                 |
| 20   | Chimy Ávila       | 10    | 34    | 0.29  | 1993 | 199 | 10   | S. D. Huesca        |                                                                                 |
| 20   | Karl Toko-Ekambi  | 10    | 34    | 0.29  | 2148 | 215 | 10   | Villarreal C. F.    |                                                                                 |

### Mejor portero
El mejor portero del campeonato, reflejado en el trofeo Zamora.
| Pos | Jugador               | Equipo             | GE | PJ | Cociente | CZ | Notas                           |
| --- | --------------------- | ------------------ | -- | -- | -------- | -- | ------------------------------- |
| 1   | Jan Oblak             | Atlético de Madrid | 27 | 37 | 0.73     | 1  |                                 |
| 2   | Marc-André ter Stegen | FC Barcelona       | 32 | 35 | 0.914    | 2  |                                 |
| 3   | David Soria           | Getafe CF          | 34 | 37 | 0.919    | 3  |                                 |
| 4   | Neto                  | Valencia CF        | 34 | 34 | 1        | 4  |                                 |
| 5   | Iago Herrerín         | Athletic Club      | 32 | 31 | 1.032    | 5  |                                 |
| 6   | Iván Cuéllar          | CD Leganés         | 38 | 34 | 1.118    | 6  |                                 |
| 7   | Fernando Pacheco      | Deportivo Alavés   | 46 | 35 | 1.314    | 7  |                                 |
| 8   | Diego López           | RCD Espanyol       | 50 | 38 | 1.316    | 9  |                                 |
| 9   | Jordi Masip           | Real Valladolid CF | 45 | 34 | 1.324    | 8  |                                 |
| 10  | Tomáš Vaclík          | Sevilla FC         | 44 | 33 | 1.333    | 10 |                                 |
| 11  | Bono                  | Girona FC          | 43 | 31 | 1.387    | 11 |                                 |
| 12  | Sergio Asenjo         | Villarreal CF      | 45 | 32 | 1.406    | 12 |                                 |
| 13  | Pau López             | Real Betis         | 47 | 33 | 1.424    | 13 |                                 |
| 14  | Marko Dmitrović       | SD Eibar           | 30 | 24 | 1.25     | 17 | Menos de 28 partidos disputados |
| 15  | Gerónimo Rulli        | Real Sociedad      | 35 | 27 | 1.296    | 14 | Menos de 28 partidos disputados |
| 16  | Thibaut Courtois      | Real Madrid CF     | 36 | 27 | 1.333    | 15 | Menos de 28 partidos disputados |
| 17  | Roberto Santamaría    | SD Huesca          | 30 | 20 | 1.5      | 20 | Menos de 28 partidos disputados |
| 18  | Rubén Blanco          | RC Celta de Vigo   | 40 | 25 | 1.6      | 16 | Menos de 28 partidos disputados |
| 19  | Stole Dimitrievski    | Rayo Vallecano     | 35 | 21 | 1.667    | 18 | Menos de 28 partidos disputados |
| 20  | Oier Olazábal         | Levante UD         | 40 | 21 | 1.905    | 19 | Menos de 28 partidos disputados |

### Galardones mensuales
La Liga de Fútbol Profesional entrega unos premios mensuales a los mejores jugadores y entrenadores del mes, a través de su principal patrocinador, el Banco Santander.
| Mes  | Jugador del mes   | Equipo             | Ref.    |
| ---- | ----------------- | ------------------ | ------- |
| Sep. | Lionel Messi      | F. C. Barcelona    | [ 120 ] |
| Oct. | Luis Suárez       | F. C. Barcelona    | [ 121 ] |
| Nov. | Tomáš Vaclík      | Sevilla F. C.      | [ 122 ] |
| Dic. | Antoine Griezmann | Atlético de Madrid | [ 123 ] |
| Ene. | Iñaki Williams    | Athletic Club      | [ 124 ] |
| Feb. | Jaime Mata        | Getafe C. F.       | [ 125 ] |
| Mar. | Lionel Messi      | F. C. Barcelona    | [ 126 ] |
| Abr. | Iago Aspas        | R. C. Celta        | [ 127 ] |

Datos actualizados a 15 de mayo de 2019 según la página oficial de la competición.

### Récords
- Primer gol de la temporada: Roger Martí del Levante U. D. contra el Real Betis. (17 de agosto de 2018)
- Último gol de la temporada: Pablo De Blasis de la S. D. Eibar contra el F. C. Barcelona. (19 de mayo de 2019)
- Gol más tempranero: 12 segundos: Juanmi Jiménez de la Real Sociedad contra la S. D. Eibar. (14 de abril de 2019)
- Gol más tardío: 98 minutos y 55 segundos: Joan Jordán de la S. D. Eibar contra el Sevilla F. C.. (29 de septiembre de 2018)
- Mayor número de goles marcados en un partido: 10 goles en el F. C. Barcelona contra S. D. Huesca (8-2) (2 de septiembre de 2018)
- Partido con más penaltis a favor de un equipo: (2) penaltis Girona F. C. vs. Real Madrid C. F. (1–4) (26 de agosto de 2018); Athletic Club vs. Real Sociedad (1–3) (5 de octubre de 2018); Sevilla F. C. vs. Levante U. D. (5–0) (26 de enero de 2019); F. C. Barcelona vs. Real Valladolid C. F. (1–0) (16 de febrero de 2019); Levante U. D. vs. Real Madrid C. F. (1–2) (24 de febrero de 2019); S. D. Huesca vs. Deportivo Alavés (1–3). (16 de marzo de 2019); Athletic Club vs. Levante U. D. (3–2) (3 de abril de 2019); R. C. Celta de Vigo vs. Real Sociedad (3–1) (7 de abril de 2019); Getafe C. F. vs. Sevilla F. C. (3–0) (21 de abril de 2019)
- Partido con más espectadores: (93 265) F. C. Barcelona contra Real Madrid C. F. (28 de octubre de 2018)
- Partido con menos espectadores: (3592) S. D. Eibar contra R. C. D. Espanyol (21 de enero de 2019)
- Mayor victoria local: (8-2) F. C. Barcelona contra S. D. Huesca (2 de septiembre de 2018)
- Mayor victoria visitante: (2-6) S. D. Huesca contra Valencia C. F. (5 de mayo de 2019)

### Rachas
- Mayor racha ganadora: 8; Barcelona (14 a 21)
- Mayor racha invicta: 23; Barcelona (jornadas 13 a 35)
- Mayor racha marcando: 22; Barcelona (jornadas 1 a 22)
- Mayor racha empatando: 4; Valencia (jornadas 3 a 6 y 22 a 25), Eibar (jornadas 15 a 18) y Huesca (jornadas 30 a 33)
- Mayor racha imbatida: 4; Atlético (jornadas 5 a 8 y jornadas 24 a 27) y Barcelona (jornadas 14 a 17)
- Mayor racha perdiendo: 7; Rayo Vallecano (jornadas 22 a 28)
- Mayor racha sin ganar: 16; Huesca (jornadas 2 a 17)
- Mayor racha sin marcar: 4; Valladolid (jornadas 1 a 4 y 22 a 25) y Celta (jornadas 25 a 28)

### Disciplina
Datos según El País (Actualizado el 18 de mayo de 2019)
- Equipo con más tarjetas amarillas:  (115) Athletic Club
- Jugador con más tarjetas amarillas: (15) Éver Banega (Sevilla F. C.)
- Equipo con más tarjetas rojas: (8) Rayo Vallecano
- Jugador con más tarjetas rojas: (2) Gustavo Cabral (Celta de Vigo)
- Equipo con más faltas recibidas: (535) Real Madrid
- Jugador con más faltas recibidas: (107) Rubén Alcaraz (Real Valladolid C. F.)
- Equipo con más faltas cometidas: (626) Getafe C. F.
- Jugador con más faltas cometidas: (89) Cristhian Stuani (Girona F. C.)

### Tripletes o más
A continuación se detallan los tripletes conseguidos a lo largo de la temporada.
| Fecha      | Jugador           | Goles         | Local               |                                    | Resultado |                                   | Visitante           | Rep.       |
| ---------- | ----------------- | ------------- | ------------------- | ---------------------------------- | --------- | --------------------------------- | ------------------- | ---------- |
| 19/08/2018 | André Silva       | 31' 45' 79'   | Rayo Vallecano      | Bandera de la Comunidad de Madrid  | 1 – 4     | Bandera de Andalucía              | Sevilla F. C.       | Jornada 1  |
| 23/09/2018 | Wissam Ben Yedder | 11' 35' 45'   | Levante U. D.       | Bandera de la Comunidad Valenciana | 2 – 6     | Bandera de Andalucía              | Sevilla F. C.       | Jornada 5  |
| 27/10/2018 | Iago Aspas        | 5' 36' 82'    | R. C. Celta de Vigo | Bandera de Galicia                 | 4 – 0     | Bandera del País Vasco            | S. D. Eibar         | Jornada 10 |
| 28/10/2018 | Luis Suárez       | 30' 75' 83'   | F. C. Barcelona     | Bandera de Cataluña                | 5 – 1     | Bandera de la Comunidad de Madrid | Real Madrid C. F.   | Jornada 10 |
| 16/12/2018 | Lionel Messi      | 43' 47' 60'   | Levante U. D.       | Bandera de la Comunidad Valenciana | 0 – 5     | Bandera de Cataluña               | F. C. Barcelona     | Jornada 16 |
| 11/01/2019 | Raúl de Tomás     | 4' 37' 77'    | Rayo Vallecano      | Bandera de la Comunidad de Madrid  | 4 – 2     | Bandera de Galicia                | R. C. Celta de Vigo | Jornada 19 |
| 10/02/2019 | Youssef En-Nesyri | 22' 36' 66'   | C. D. Leganés       | Bandera de la Comunidad de Madrid  | 3 – 0     | Bandera de Andalucía              | Real Betis          | Jornada 23 |
| 23/02/2019 | Lionel Messi      | 26' 67' 85'   | Sevilla F. C.       | Bandera de Andalucía               | 2 – 4     | Bandera de Cataluña               | F. C. Barcelona     | Jornada 25 |
| 10/03/2019 | Wissam Ben Yedder | 48' 58' 61'   | Sevilla F. C.       | Bandera de Andalucía               | 5 – 2     | Bandera del País Vasco            | Real Sociedad       | Jornada 27 |
| 17/03/2019 | Lionel Messi      | 18' 45+2' 85' | Real Betis          | Bandera de Andalucía               | 1 – 4     | Bandera de Cataluña               | F. C. Barcelona     | Jornada 28 |
| 21/04/2019 | Karim Benzema     | 47' 76' 90'   | Real Madrid C. F.   | Bandera de la Comunidad de Madrid  | 3 – 0     | Bandera del País Vasco            | Athletic Club       | Jornada 33 |

### Autogoles
A continuación se detallan los autogoles marcados a lo largo de la temporada.
| Fecha      | Jugador           | Minuto       | Local                 |                                    | Resultado |                                    | Visitante             | Rep.       |
| ---------- | ----------------- | ------------ | --------------------- | ---------------------------------- | --------- | ---------------------------------- | --------------------- | ---------- |
| 18/08/2018 | David López       | 1 - 1, 52'   | R. C. Celta de Vigo   | Bandera de Galicia                 | 1 – 1     | Bandera de Cataluña                | R. C. D. Espanyol     | Jornada 1  |
| 2/09/2018  | Jorge Pulido      | 2 - 1, 24'   | F. C. Barcelona       | Bandera de Cataluña                | 8 – 2     | Bandera de Aragón                  | S. D. Huesca          | Jornada 3  |
| 23/09/2018 | Simon Kjær        | 2 - 6, 90'   | Levante U. D.         | Bandera de la Comunidad Valenciana | 2 – 6     | Bandera de Andalucía               | Sevilla F. C.         | Jornada 5  |
| 20/10/2018 | Clément Lenglet   | 3 - 1, 79'   | F. C. Barcelona       | Bandera de Cataluña                | 4 – 2     | Bandera de Andalucía               | Sevilla F. C.         | Jornada 9  |
| 21/10/2018 | Sergio Akieme     | 0 - 2, 67'   | Rayo Vallecano        | Bandera de la Comunidad de Madrid  | 1 – 2     | Bandera de la Comunidad de Madrid  | Getafe C. F.          | Jornada 9  |
| 3/11/2018  | Kiko Olivas       | 1 - 0, 83'   | Real Madrid C. F.     | Bandera de la Comunidad de Madrid  | 2 – 0     | Bandera de Castilla y León         | Real Valladolid C. F. | Jornada 11 |
| 4/11/2018  | Ramiro Funes Mori | 0 - 1, 77'   | Villarreal C. F.      | Bandera de la Comunidad Valenciana | 1 – 1     | Bandera de la Comunidad Valenciana | Levante U. D.         | Jornada 11 |
| 11/11/2018 | Gustavo Cabral    | 0 - 2, 56'   | R. C. Celta de Vigo   | Bandera de Galicia                 | 2 – 4     | Bandera de la Comunidad de Madrid  | Real Madrid C. F.     | Jornada 12 |
| 1/12/2018  | Daniel Wass       | 1 - 0, 8'    | Real Madrid C. F.     | Bandera de la Comunidad de Madrid  | 2 – 0     | Bandera de la Comunidad Valenciana | Valencia C. F.        | Jornada 14 |
| 2/12/2018  | Jonás Ramalho     | 1 - 1, 82'   | Girona F. C.          | Bandera de Cataluña                | 1 – 1     | Bandera de la Comunidad de Madrid  | Atlético de Madrid    | Jornada 14 |
| 15/12/2018 | Saúl Ñíguez       | 2 - 2, 63'   | Real Valladolid C. F. | Bandera de Castilla y León         | 2 – 3     | Bandera de la Comunidad de Madrid  | Atlético de Madrid    | Jornada 16 |
| 16/12/2018 | Óscar Duarte      | 1 - 3, 90+1' | R. C. D. Espanyol     | Bandera de Cataluña                | 1 – 3     | Bandera de Andalucía               | Real Betis            | Jornada 16 |
| 23/12/2018 | Toño              | 1 - 0, 23'   | Rayo Vallecano        | Bandera de la Comunidad de Madrid  | 2 – 1     | Bandera de la Comunidad Valenciana | Levante U. D.         | Jornada 17 |
| 12/01/2019 | Leandro Cabrera   | 1 - 1, 75'   | Villarreal C. F.      | Bandera de la Comunidad Valenciana | 1 – 2     | Bandera de la Comunidad de Madrid  | Getafe C. F.          | Jornada 19 |
| 14/01/2019 | Diego Llorente    | 2 - 2, 45'   | Real Sociedad         | Bandera del País Vasco             | 3 – 2     | Bandera de Cataluña                | R. C. D. Espanyol     | Jornada 19 |
| 20/01/2019 | Jaume Costa       | 0 - 1, 18'   | Villarreal C. F.      | Bandera de la Comunidad Valenciana | 1 – 1     | Bandera del País Vasco             | Athletic Club         | Jornada 20 |
| 03/02/2019 | Daniele Bonera    | 2 - 1, 75'   | Villarreal C. F.      | Bandera de la Comunidad Valenciana | 2 – 2     | Bandera de Cataluña                | R. C. D. Espanyol     | Jornada 22 |
| 10/03/2019 | Mikel Oyarzabal   | 5 - 1, 69'   | Sevilla F. C.         | Bandera de Andalucía               | 5 – 2     | Bandera del País Vasco             | Real Sociedad         | Jornada 27 |
| 10/03/2019 | Roberto Pier      | 0 - 1, 90+3' | Levante U. D.         | Bandera de la Comunidad Valenciana | 0 – 2     | Bandera de la Comunidad Valenciana | Villarreal C. F.      | Jornada 27 |
| 3/04/2019  | Yassine Bounou    | 1 - 2, 89'   | Girona F. C.          | Bandera de Cataluña                | 1 – 2     | Bandera de Cataluña                | R. C. D. Español      | Jornada 31 |
| 13/04/2019 | Víctor Laguardia  | 2 - 0, 47'   | R. C. D. Espanyol     | Bandera de Cataluña                | 2 – 1     | Bandera del País Vasco             | Deportivo Alavés      | Jornada 32 |
| 14/04/2019 | Carlos Soler      | 0 - 1, 56'   | Valencia C. F.        | Bandera de la Comunidad Valenciana | 3 – 1     | Bandera de la Comunidad Valenciana | Levante U. D.         | Jornada 32 |
| 24/04/2019 | Youssef En-Nesyri | 0 - 1, 43'   | C. D. Leganés         | Bandera de la Comunidad de Madrid  | 0 – 1     | Bandera del País Vasco             | Athletic Club         | Jornada 34 |
| 27/04/2019 | Joaquín Fernández | 1 - 0, 66'   | Atlético de Madrid    | Bandera de la Comunidad de Madrid  | 1 – 0     | Bandera de Castilla y León         | Real Valladolid C. F. | Jornada 35 |
| 4/05/2019  | Diego Godín       | 1 - 0, 45'   | R. C. D. Espanyol     | Bandera de Cataluña                | 3 – 0     | Bandera de la Comunidad de Madrid  | Atlético de Madrid    | Jornada 36 |
| 4/05/2019  | Manu García       | 0 - 1, 24'   | Deportivo Alavés      | Bandera del País Vasco             | 0 – 1     | Bandera del País Vasco             | Real Sociedad         | Jornada 36 |
| 5/05/2019  | Xabier Etxeita    | 0 - 5, 40'   | S. D. Huesca          | Bandera de Aragón                  | 2 – 6     | Bandera de la Comunidad Valenciana | Valencia C. F.        | Jornada 36 |
| 12/05/2019 | Mauro Arambarri   | 2 - 0, 89'   | F. C. Barcelona       | Bandera de Cataluña                | 2 – 0     | Bandera de la Comunidad de Madrid  | Getafe C. F.          | Jornada 37 |
| 18/05/2019 | Martín Mantovani  | 0 - 1, 39'   | S. D. Huesca          | Bandera de Aragón                  | 2 – 1     | Bandera de la Comunidad de Madrid  | C. D. Leganés         | Jornada 38 |

## Cobertura audiovisual
Por las plataformas digitales de Movistar+ y Vodafone TV se retransmite un partido por jornada —que elegirá según considere oportuno— y que es retransmitido bien el sábado a las 16:00 o a las 20:45, o bien el domingo a las 20:45. Ofrecido a través de sus canales Movistar+ o Movistar Partidazo.
Tras dicha elección es la plataforma Gol quien elige el siguiente partido por interés de la jornada en el que no contienda alguno de los equipos participantes esta temporada en competición europea, esto es: FC Barcelona, Atlético de Madrid, Real Madrid CF, Valencia CF, Villareal CF, Real Betis o Sevilla FC, y es retransmitido el viernes a las 20:45. El resto de encuentros, ocho, son retransmitidos por Bein Sports La Liga completando el resto de horarios fijados previamente por La Liga. Movistar+, Vodafone TV y Orange TV reciben la señal de Bein Sports.
Los derechos televisivos de la temporada 2018/2019 para establecimientos públicos han sido adquiridos por Mediapro y se emitirá en el canal de producción propia LaLigaTV (que incluye también LaLiga 1|2|3, UEFA Champions League y UEFA Europa League) que puede visualizarse en locales públicos a través de Vodafone TV Bares y Movistar+ Bar.